# Fuerzas Aéreas del Ejército de Estados Unidos
Las Fuerzas Aéreas del Ejército de Estados Unidos (en inglés: United States Army Air Forces, USAAF o AAF) fueron el arma de aviación militar independiente del Ejército de los Estados Unidos durante e inmediatamente después de la Segunda Guerra Mundial, esta era la sucesora del Cuerpo Aéreo del Ejército de los Estados Unidos y fue la precursora directa de la actual Fuerza Aérea de los Estados Unidos, y existió formalmente entre 1941 y 1947. La AAF era un componente del Ejército de Estados Unidos, que en 1942 fue dividido funcionalmente por orden ejecutiva en tres fuerzas autónomas: las Fuerzas Terrestres del Ejército, los Servicios de Logística (que en el año 1943 se convirtió en las Fuerzas de Logística del Ejército) y las AAF. Cada una de estas fuerzas tenía un general comandante que dependía directamente del jefe de Estado Mayor del Ejército de los Estados Unidos.
La AAF administraba todos los componentes de la aviación militar que anteriormente estaban distribuidos entre Cuerpo Aéreo del Ejército, el Cuartel General de la Fuerza Aérea y los comandantes de área de los cuerpos de las fuerzas terrestres, y de esta forma se convirtió en la primera organización aérea del Ejército de Estados Unidos en controlar sus propias instalaciones y personal de apoyo. En la práctica, la AAF era virtualmente autónoma al interior del Ejército. En su tamaño máximo la AAF tenía más de 2,4 millones de hombres y mujeres prestando servicio y cerca de 80.000 aviones en el año 1944, y 783 bases domésticas en diciembre de 1943. Para el Día VE tenía 1,25 millones de hombres estacionados en ultramar y operaba más de 1600 aeródromos en el mundo.
El Cuerpo Aéreo se convirtió en las Fuerzas Aéreas del Ejército en junio de 1941 para proporcionar al arma aérea una mayor autonomía con la cual poder expandirse en forma más eficiente, y proveer una estructura para escalones de comando adicionales que se requerían para una fuerza vastamente más grande. Aunque otras naciones ya tenían fuerzas aéreas separadas e independientes del ejército o la armada (tales como los británicos con la Real Fuerza Aérea británica y los alemanes con la Luftwaffe), la AAF permaneció como una parte del Ejército de Estados Unidos hasta que la Fuerza Aérea de Estados Unidos fue creada en septiembre de 1947.
Sin embargo, en su expansión y la conducción de la guerra, la AAF se convirtió en mucho más que solo un arma de una organización más grande. Hacia el final de la Segunda Guerra Mundial, la AAF había pasado a ser virtualmente un servicio independiente. Por reglamento y orden ejecutiva, la AAF era una agencia subordinada del Departamento de Guerra de Estados Unidos encargado con la organización, entrenamiento y el equipamiento de las unidades de combate, limitado en responsabilidad a los Estados Unidos continentales, como lo era las Fuerzas Terrestres del Ejército y las Fuerzas Logísticas del Ejército. En realidad, los Cuarteles Generales de la AFF controlaban la conducta en todos los aspectos de la guerra aérea en todo el mundo, determinando la política aérea y la impartición de órdenes sin transmitirlas a través del jefe de Estado Mayor. Este contraste entre la teoría y la práctica es... fundamental para comprender a la AAF.

## Creación

### Unidad en los problemas de comando en el Cuerpo Aéreo
Las raíces del AAF surgieron en la formulación de las teorías del bombardeo estratégico en la Escuela Táctica del Cuerpo Aéreo las que dieron nuevo impulso a los argumentos por una fuerza aérea independiente. A pesar de una percepción de resistencia o incluso obstrucción por el Estado Mayor del Departamento de Guerra, mucho de lo cual era atribuible a la falta de fondos, el Cuerpo Aéreo realizó grandes avances en la década de 1930, tanto organizacionalmente como en doctrina. De esta forma surgió una estrategia que enfatizaba el bombardeo de precisión de blancos industriales mediante el uso de bombarderos de largo alcance fuertemente armados, formulada por los hombres que se convertirían posteriormente en sus comandantes.
En marzo de 1935 se dio un importante paso hacia lograr una fuerza aérea separada cuando el mando de todas las unidades aéreas de combate en Estados Unidos continental fue centralizado en un solo cuartel general llamado Cuartel General de la Fuerza Aérea. Desde el año 1920, el control de las unidades de aviación había residido en los comandantes del área de cuerpo (un escalón administrativo en tiempos de paz de las fuerzas terrestres), siguiendo el modelo establecido por el general John J. Pershing durante la Primera Guerra Mundial. En el año 1942 el Estado Mayor General planificó la activación de un Cuartel General del Ejército (abreviado en inglés GHQ), similar al modelo usado por las Fuerza Expedicionaria Estadounidense durante la Primera Guerra Mundial, con un cuartel general de la fuerza aérea como un componente subordinado. Ambos fueron creados en el año 1933 cuando parecía posible una guerra con Cuba después de un golpe en dicho país, pero no fueron activados.
La activación del Cuartel General de la Fuerza Aérea representó un compromiso entre los partidarios de un poder aéreo estratégico y los comandantes de las fuerzas terrestres que demandaban que la misión del Cuerpo Aéreo permaneciera atada a la de las fuerzas terrestres. Los partidarios del poder aéreo lograron un control centralizado de las unidades aéreas bajo un comandante aéreo, mientras que el Departamento de Guerra dividió la autoridad al interior del arma aérea y aseguró una continuada política de apoyo de las operaciones terrestres como su rol principal. El Cuartel General de la Fuerza Aérea organizó administrativamente a los grupos de combate en una fuerza de ataque de tres alas desplegadas en las costas del Atlántico, el Pacífico y el Golfo de México. El cuartel general de la Fuerza Aérea era pequeño en comparación con las fuerzas aéreas europeas. Las líneas de autoridad, en el mejor de los casos, eran complicadas, dado que el cuartel general de la fuerza aérea controlaba solo las operaciones de sus unidades de combate mientras que el Cuerpo Aéreo aún era responsable por la doctrina, la adquisición de los aviones y el entrenamiento. Los comandantes del área de cuerpo continuaban controlando todos los aeródromos y el personal de apoyo que los manejaba. Entre marzo de 1935 y septiembre de 1938, los comandantes del cuartel general de la fuerza aérea y el Cuerpo Aéreo, los mayores generales Frank Andrews y Oscar Westover respectivamente, se enfrentaron filosóficamente sobre la dirección en que el arma aérea debería moverse, aumentando las dificultades de esta compleja organización.
En 1940 se realizó una división de la defensa aérea de Estados Unidos en cuatro distritos geográficos que puso las bases para las subsecuentes fuerzas aéreas numeradas. En julio, el Departamento de Guerra ordenó que los Cuarteles Generales del Ejército (en inglés: Army General Headquarters, GHQ) fueran activados en noviembre de 1940 para planificar y expandir el entrenamiento de las fuerzas terrestres. El Jefe del Estado Mayor del Ejército George C. Marshall solicitó una reorganización del Cuerpo Aéreo, y el 5 de octubre de 1940, el Jefe del Cuerpo Aéreo mayor general Henry H. Arnold envió una propuesta para crear un estado mayor aéreo, unificando el arma aérea bajo un solo comandante, y dándole igualdad con las fuerzas terrestres y logísticas. A la propuesta de Arnold se opuso inmediatamente el Estado Mayor General en todos los aspectos, repitiendo su tradicional argumento doctrinal de que, en el caso de guerra, el Cuerpo Aéreo no tendría una misión que no fuera el apoyo de las fuerzas terrestres. Marshall implementó una solución de compromiso, que el Cuerpo Aéreo encontró completamente inadecuada, nombrando a Arnold como "Jefe Adjunto del Estado Mayor del Aire" en funciones pero rechazó todos los puntos organizacionales de su propuesta. En vez se puso al Cuartel General de la Fuerza Aérea bajo control del Cuartel General del Ejército, aunque este era un componente para realizar entrenamiento y no operacional.

### Creación de las Fuerzas Aéreas del Ejército

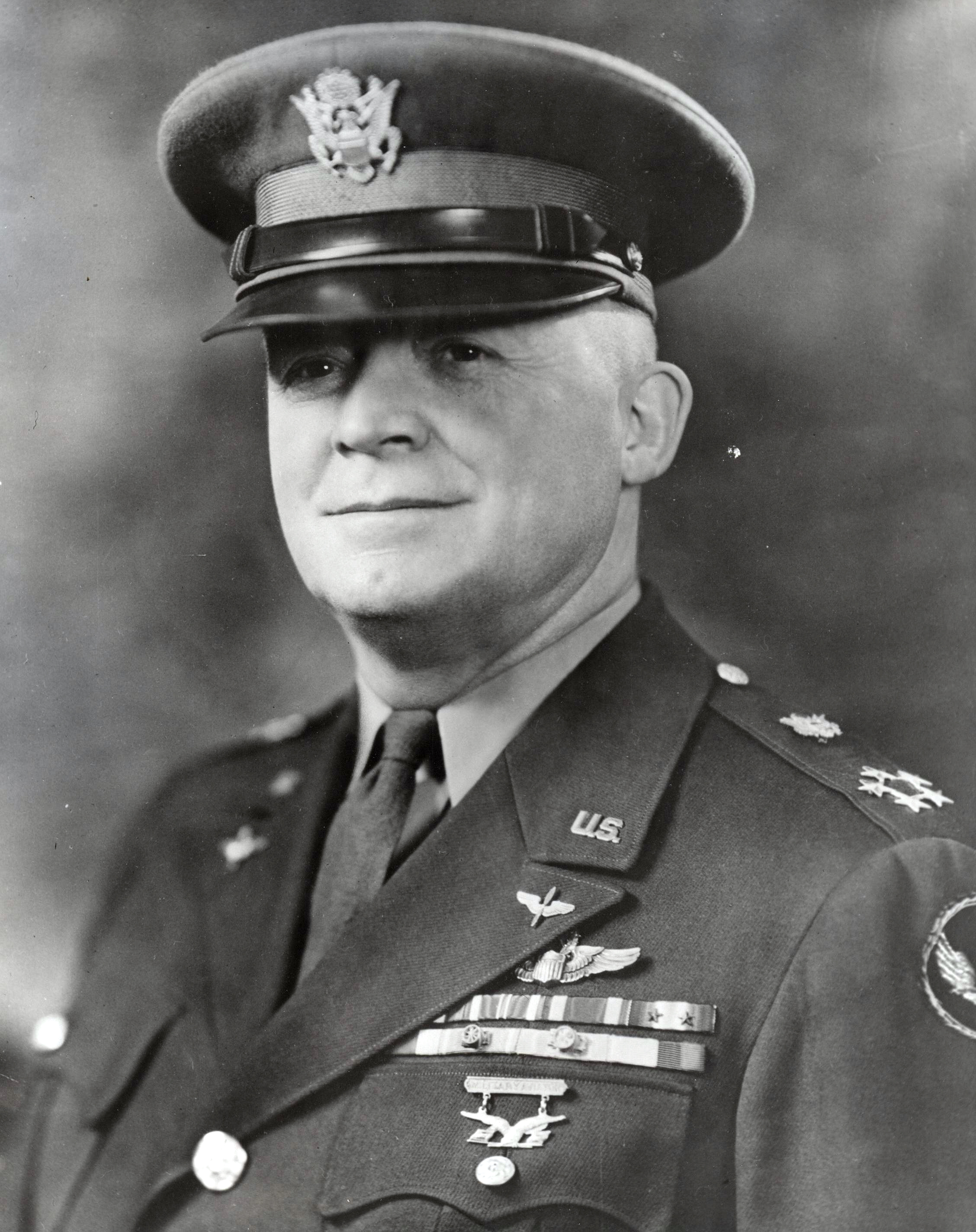
General del Ejército Henry H. Arnold.

La posibilidad de que Estados Unidos participara en la Segunda Guerra Mundial provocó la reorganización más radical de la rama de aviación en su historia, desarrollando una estructura que unificó el mando de todos los componentes aéreos y le dio total autonomía e igualdad con las fuerzas terrestres en marzo de 1942.
En la primavera de 1941, el éxito de las operaciones aéreas en Europa bajo un control centralizado dio claras luces de que la división de la autoridad en las fuerzas aéreas estadounidenses, pareciera, según un congresista, una "autoridad aérea tipo hydra", y que había causado un perturbante carencia de claridad en la cadena de mando. A menos de cinco meses del rechazo de la propuesta de reorganización de Arnold, el ABC-1, un acuerdo de planeamiento estratégico conjunto británico-estadounidense, refutó el argumento del Estado Mayor General de que el Cuerpo Aéreo no tenía una misión en tiempo de guerra excepto por el apoyo a las fuerzas terrestres. La lucha con el Estado Mayor General por el control de la defensa aérea de Estados Unidos había sido ganada por los aviadores y se crearon cuatro unidades de comando llamadas "fuerzas aéreas numeradas", pero el conflicto burocrático amenazó con renovar la dormida lucha por una fuerza aérea estadounidense independiente. Marshall se había convencido de que las fuerzas aéreas necesitaban un "sistema más sencillo" y un mando unificado. Trabajando con Arnold y con Robert A. Lovett, recién asignado al puesto, largamente si ocupar, de Secretario de Guerra Asistente para el Aire, él logró el consenso que una cuasi-autonomía para las fuerzas aéreas era preferible a una separación inmediata.
El 20 de junio de 1941, para otorgar una autonomía adicional a las fuerzas aéreas y evitar una lucha legislativa en el Congreso, el Departamento de Guerra revisó las regulaciones del ejército que controlaban la organización de la aviación del ejército, las AR 95-5. Arnold asumió el título de Jefe las Fuerzas Aéreas del Ejército, creando un escalón de mando sobre todos los componentes de la aviación militar que finalizó el estado doble del Cuerpo Aéreo y del Cuartel General de la Fuerza Aérea, el que fue nombrado Comando de Combate de la Fuerza Aérea. La AAF obtuvo el "Estado Mayor Aéreo", al cual se había opuesto por mucho tiempo el Estado Mayor General, y un solo comandante aéreo, pero aún no tenía un estado de igualdad con las fuerzas terrestres del ejército, y las unidades aéreas continuaban reportándose a través de dos cadenas de mando.
Arnold y Marshall acordaron que la AAF disfrutaría de autonomía al interior del Departamento de Guerra hasta el final de la guerra, a cambio de que sus comandantes dejaran de hacer lobby para lograr la independencia del arma aérea. Marshall, un fuerte partidario del poder aéreo, hizo entender que la Fuerza Aérea lograría su independencia después de finalizar la guerra. Poco después del ataque a Pearl Harbor el 7 de diciembre de 1941, en reconocimiento de la importancia del rol de las Fuerzas Aéreas del Ejército, se le otorgó a Arnold un asiento en el Estado Mayor Conjunto de los Estados Unidos, el estado mayor de planificación que sirvió como el punto focal del planeamiento estratégico estadounidense durante la guerra, con el propósito de que Estados Unidos tuviera un representante del arma aérea en las conversaciones con sus contrapartes británicas con los Jefes Combinados. En términos prácticos la cabeza de la AAF había ganado una posición de igualdad con respecto a Marshall. Mientras este paso nunca fue oficialmente reconocido por la Armada de Estados Unidos, y fue agriamente disputado detrás de bambalinas en cada oportunidad posible, sin embargo, fue exitoso como una base práctica para la futura separación de la Fuerza Aérea.

Cartel de reclutamiento de la USAAF. Donde se puede leer "A la victoria. Fuerza Aérea del Ejército de Estados Unidos.

En enero de 1941, los cuatro distritos geográficos del antiguo Cuartel General de la Fuerza Aérea fueron convertidos en fuerzas aéreas numeradas, con una organización subordinada de 54 grupos. Desde el punto de vista de la organización, la Fuerza Aérea del Ejército fue creada como el escalón de mando más alto que abarca tanto el Comando de Combate de la Fuerza Aérea como el Cuerpo Aéreo, por lo que por primera vez, toda el arma aérea se encontraba bajo la autoridad de un aviador. Sin embargo, estas reformas eran solo temporales, y duraron tan solo nueve meses. En noviembre de 1941, en la víspera de la entrada de Estados Unidos a la guerra, la división de la autoridad dentro del Ejército como un todo, causada por la activación del Cuartel General del Ejército un año antes, había llevado a una "batalla de memorandos" entre esta y  otras agencias sobre la administración de la AAF, lo que llevó a que Marshall dijera que tenía "el puesto de mando más pobre del Ejército". Para agilizar el AAF en preparación para la guerra, con el objetivo de una planificación centralizada y una ejecución descentralizada de las operaciones, Arnold presentó a Marshall esencialmente el mismo plan de reorganización rechazado por el Estado Mayor en octubre de 1940. La Orden Ejecutiva 9082 emitida el 28 de febrero de 1942 cambió el título de Arnold a Comandante General, Fuerzas Aéreas del Ejército efectivo a partir del 9 de marzo de 1942, convirtiéndolo en iguales con los comandantes generales de las nuevas Fuerzas Terrestres del Ejército y del Servicio de Logísticas, los otros dos componentes del Ejército de Estados Unidos. El Departamento de Guerra emitió la Circular número 59, el 2 de marzo, que implementó la orden ejecutiva, esta pretendía ser una solución mientras durara la guerra y que debía expirar seis meses después de terminar esta. Los tres componentes reemplazaron a una multitud de ramas y organizaciones, lo que hizo que el Estado Mayor General redujera drásticamente su tamaño, y por lo tanto aumentando proporcionalmente la representación de los miembros de la fuerza aérea que participaban en este.
Además de disolver tanto el Cuartel General del Ejército y los jefes de las armas de combate, y asignar las funciones de entrenamiento a las Fuerzas Terrestres del Ejército, la Circular 59 del Departamento de Guerra reorganizó la Fuerza Aérea del Ejército, desbandando tanto el Comando de Combate de la Fuerza Aérea como la Oficina del Jefe del Cuerpo Aéreo (como con la infantería, eliminando todas sus funciones de entrenamiento y de organización), lo que provocó la eliminación de todo un nivel de la cadena de mando. Para tomar sus antiguas funciones se crearon once fuerzas aéreas numeradas, más tarde aumentadas a dieciséis, y seis grandes comandos, que pasaron a ocho en enero de 1943, y que fueron los siguientes comandos: entrenamiento de vuelo, entrenamiento técnico, transporte de tropas, transporte aéreo, material, servicio aéreo, ensayos y antisubmarino. En julio de 1943, los comandos de entrenamiento de vuelo y el de entrenamiento técnico se fusionaron en el Comando de Entrenamiento de la AAF, y un año más tarde el Comando de Servicio Aéreo y el Comando de Material fueron reorganizados como el Comando de Servicio Técnico de la AAF.
Entre marzo de 1942 y marzo de 1943 la AAF funcionaba con una compleja división de control administrativo realizada por un estado mayor de políticas, un estado mayor de operaciones y por los comandos de apoyo. Las actividades en terreno de muchos comandos de apoyo funcionaban con una estructura de "departamento", sin ninguna separación de las funciones de políticas y de operación. A menudo los oficiales del estado mayor ejercían autoridad de mando y de políticas sin ninguna responsabilidad por los resultados, un sistema heredado de los años del Cuerpo Aéreo. El concepto de un "estado mayor operativo", o de directores, resultó del deseo de colocar expertos en varios aspectos de la aviación militar en posiciones claves para su implementación. Sin embargo, a menudo las funciones se traslapaban, y las comunicaciones y la coordinación entre las divisiones fallaban o eran ignoradas, las prerrogativas políticas fueron usurpadas por los directores, y fueron sobrepasadas por los detalles. Finalmente, más de treinta oficiales estaban autorizados a enviar órdenes en el nombre del comandante general.
El principio de comando jerárquico, en el que un solo comandante es que tiene la responsabilidad final directa pero que delega su autoridad al estado mayor, fue adoptado a través de la AAF en una gran reorganización y consolidación el 29 de marzo de 1943. Las cuatro direcciones principales y las 19 direcciones subordinadas (el "estado mayor operativo") fueron abolidos como un nivel innecesario de autoridad, y la ejecución de las políticas fueron sacadas de los estados mayores para ser asignadas únicamente a las organizaciones de terreno de acuerdo a líneas funcionales. Las funciones de políticas de las direcciones fueron reorganizas y consolidadas en oficinas reagrupadas bajo la autoridad de seis jefes asistentes del estado mayor del aire.
La mayoría del personal de las Fuerzas Aéreas del Ejército seguía siendo miembro del Cuerpo Aéreo. En mayo de 1945, el 88 por ciento de los oficiales que estaban sirviendo en las Fuerzas Aéreas del Ejército fueron comisionados en el Cuerpo Aéreo, mientras que el 82 por ciento del personal de tropa asignados a las unidades y bases del AAF tenía al Cuerpo Aéreo como su rama de combate. Mientras que oficialmente el arma aérea era las Fuerzas Aéreas del Ejército, el término Cuerpo Aéreo persistió coloquialmente entre la población así como entre los aviadores veteranos; adicionalmente, el uso en singular, Fuerza Aérea, a menudo se deslizaba en el uso popular e incluso en el uso oficial, reflejado por la designación de Comando de Combate de la Fuerza Aérea entre los años 1941 y 1942. También esta denominación errónea fue usada en los carteles de reclutamiento oficiales (ver la imagen arriba a la derecha) y fue importante en promover la idea de una "Fuerza Aérea" como un servicio independiente. Jimmy Stewart, un piloto y oficial del Cuerpo Aéreo, usaba el término indistintamente en su narración en el cortometraje de reclutamiento realizado en 1942 Winning Your Wings (en castellano: Ganando tus Alas). También el término apareció prominentemente en la película de adoctrinamiento del Departamento de Guerra del año 1945 realizada por Frank Capra titulada War Comes to America (en castellano: La Guerra llega a Estados Unidos), de la serie Why We Fight (en castellano: ¿Por Qué Luchamos?), en un mapa gráfico animado al mismo nivel de importancia que el Ejército y la Armada.

## Expansión
El Cuerpo Aéreo comenzó una rápida expansión en la primavera de 1939 por orden del presidente Franklin D. Roosevelt para proporcionar una fuerza aérea adecuada para defender el Hemisferio Occidental. Un "programa de 25 grupos" inicial, desarrollado en abril de 1939, reclutó 50.000 hombres. Cuando la guerra se inició en septiembre de 1939 el Cuerpo Aéreo disponía aún de solo 800 aviones de combate de primera línea y 76 bases, incluyendo 21 instalaciones y depósitos principales.
Después de la exitosa invasión alemana de Francia y los Países Bajos en mayo de 1940, el presidente Roosevelt le pidió al Congreso fondos complementarios por cerca de mil millones de dólares, un programa de producción de 50.000 aviones y una fuerza aérea militar de 50.000 aparatos (de los cuales 36.500 serían para el Ejército). Los acelerados programas que siguieron hicieron que el Cuerpo Aéreo revisara repetidamente los metas de expansión, lo que resultó en la planificación de 84 grupos de combate, 7.799 aviones de combate y el aumento anual de personal en 30.000 nuevos pilotos y 100.000 nuevos técnicos. Adicionalmente estos dieron como resultado el tener 156 aeródromos y 152.125 hombres en el momento de la creación de las Fuerzas Aéreas del Ejército.
| Durante su expansión en la Segunda Guerra Mundial, la AAF se convirtió en la fuerza aérea más poderosa del mundo. Desde el Cuerpo Aéreo del año 1939, con 20.000 hombres y 2.400 aviones, a la casi autónoma AAF del año 1944, con casi 2,4 millones de hombres y 80.000 aviones, se desarrolló una notable expansión. Robert A. Lovett, el Secretario de Guerra Asistente para el Aire, junto con Arnold, presidieron un aumento mayor que para el Ejército de tierra y la Armada, mientras que al mismo tiempo enviaban estas fuerzas a los frentes de batalla. —"The Evolution of the Department of the Air Force" – Air Force Historical Studies Office |

La invasión alemana de la Unión Soviética, la que ocurrió solo dos días después de la creación de las Fuerzas Aéreas del Ejército, causó un inmediata revaluación de la política y la estrategia de la defensa de Estados Unidos. La necesidad de una estrategia ofensiva para derrotar a las Potencias del Eje requirió un aumento y modernización adicionales de todos los servicios militares, incluyendo a la nueva AAF. Adicionalmente, la invasión agregó a Rusia como un nuevo socio para la Ley de Préstamo y Arriendo, creando una mayor presión sobre la producción de aviones de Estados Unidos.
Una estrategia ofensiva requería de varias clases de esfuerzos urgentes y sostenidos. Además del desarrollo y fabricación de aviones en cantidades masivas, las Fuerzas Aéreas del Ejército tienen que crear una red logística mundial para abastecer, mantener y reparar esa inmensa fuerza; reclutar y entrenar al personal; y luego sostener la salud, el bienestar y la moral de sus tropas. El proceso fue controlado por el ritmo de la producción de aviones, no el programa de entrenamiento, y fue apoyado por la dirección del Secretario de Guerra Asistente para el Aire Robert A. Lovett, que para todos los propósitos prácticos era el "Secretario del Cuerpo Aéreo".
Un abogado y banquero, Lovett tenía experiencia previa con la industria de la aviación que tradujo en metas de producción realistas y una armonía al integrar los planes de la AAF con los del Ejército como un todo. Inicialmente Lovett creía que la exigencia del presidente Roosevelt después del ataque a Pearl Harbor de construir 60.000 aviones para 1942 y 125.000 aviones para 1943 era vastamente ambiciosa. Sin embargo, trabajando en forma estrecha con el general Arnold y comprometiendo la capacidad de la industria automotriz estadounidense se logró armar un esfuerzo que produjo casi 100.000 aviones en 1944.
Las demandas logísticas de este armada fueron llenadas por la creación del Comando de Servicio Aéreo el 17 de octubre de 1941, que proporcionaba las unidades de servicio y mantenía 250 depósitos en Estados Unidos; la elevación de la División de Materiales al estado de Comando pleno en 9 de marzo de 1942 para el desarrollo y adquisición de aviones, equipos y repuestos; y la fusión de estos comandos en el Comando de Servicios Técnicos Aéreos el 31 de agosto de 1944. Además de transporta personal y carga, el Comando de Transporte Aéreo entregó casi 270.000 aviones mundialmente sufriendo la pérdida de solo 1.013 aparatos en el proceso. La operación en los depósitos ubicados en Estados Unidos fue llevada a cabo principalmente por más de 300.000 empleados de mantenimiento civiles, muchos de los cuales eran mujeres, liberando una cantidad semejante de mecánicos de las Fuerzas Aéreas para servicio en el extranjero.

### Crecimiento, aviones
| Tipo de avión             | 31 de diciembre de 1941 | 31 de diciembre de 1942 | 31 de diciembre de 1943 | 31 de diciembre de 1944 | 31 de agosto de 1945 | Fecha de la máxima cantidad |
| Total General             | 12 297                  | 33 304                  | 64 232                  | 72 726                  | 63 715               | julio de 1944 (79 908)      |
| Aviones de combate        | 4 477                   | 11 607                  | 27 448                  | 41 961                  | 41 163               | mayo de 1945 (43 248)       |
| Bombarderos super pesados | -                       | 3                       | 91                      | 977                     | 2 865                | agosto de 1945 (2 865)      |
| Bombarderos pesados       | 288                     | 2 076                   | 8 027                   | 12 813                  | 11 065               | abril de 1945 (12 919)      |
| Bombarderos medios        | 745                     | 2 556                   | 4 370                   | 6 189                   | 5 384                | octubre de 1944 (6 262)     |
| Bombarderos ligeros       | 799                     | 1 201                   | 2 371                   | 2 980                   | 3 079                | septiembre 1944 (3 338)     |
| Cazas                     | 2 170                   | 5 303                   | 11 875                  | 17 198                  | 16 799               | mayo de 1945 (17 725)       |
| Reconocimiento            | 475                     | 468                     | 714                     | 1 804                   | 1 971                | mayo de 1945 (2 009)        |
| Aviones de apoyo          | 7 820                   | 21 697                  | 36 784                  | 30 765                  | 22 552               | julio de 1944 (41 667)      |
| Transportes               | 254                     | 1 857                   | 6 466                   | 10 456                  | 9 561                | diciembre de 1944 (10 456)  |
| Entrenamiento             | 7 340                   | 17 044                  | 26 051                  | 17 060                  | 9 558                | mayo de 1944 (27 923)       |
| Comunicaciones            | 226                     | 2 796                   | 4 267                   | 3 249                   | 3 433                | diciembre de 1943 (4 267)   |

### Crecimiento, personal

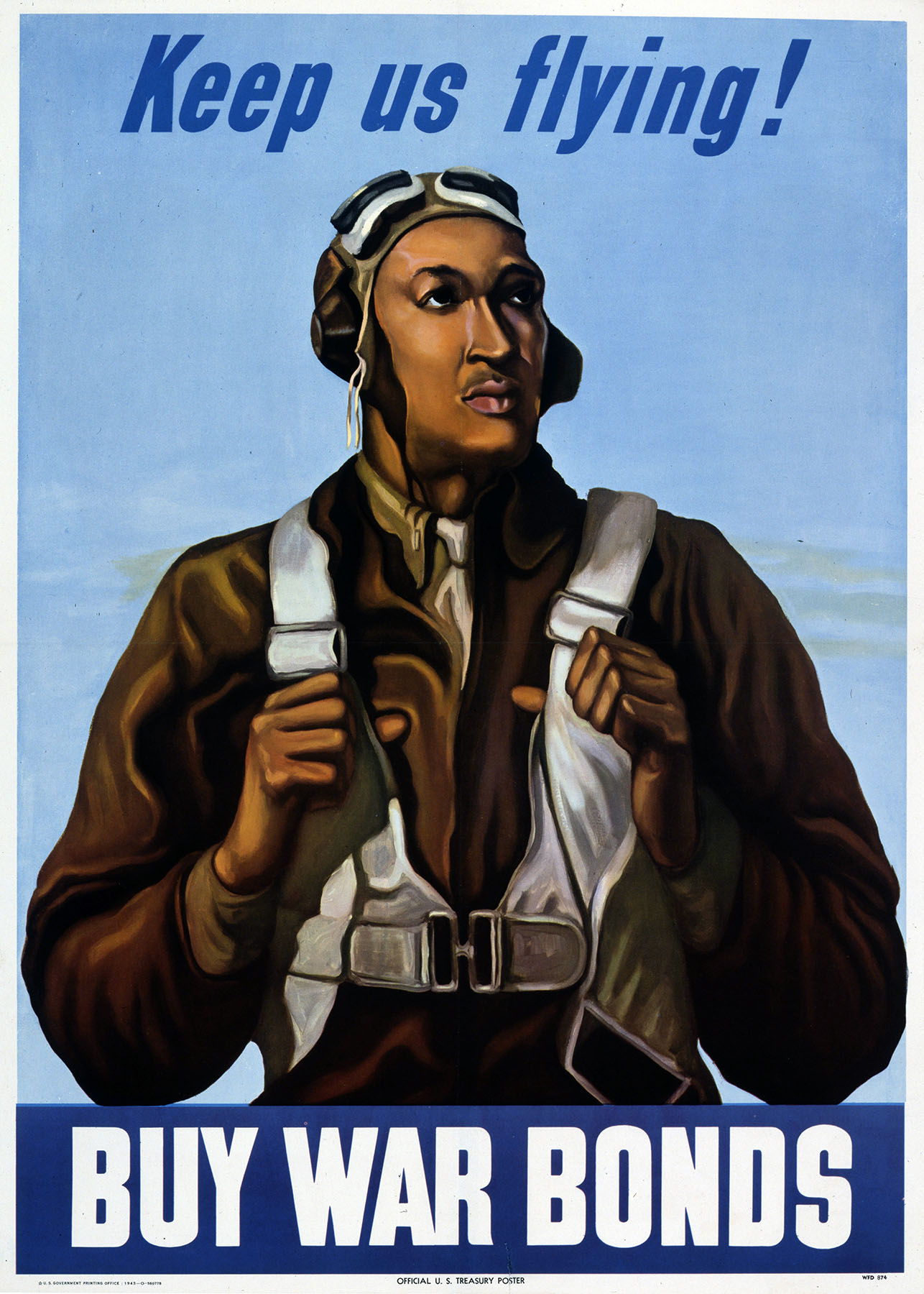
Cartel de los aviadores de Tuskegee para vender bonos de guerra. En el cartel se puede leer: "¡Mantennos volando!. Compra bonos de guerra".

El inmenso incremento en el inventario de aviones resultó en un aumento similar en el personal, y cambió las políticas de personal con las cuales operaba el Servicio Aéreo y el Cuerpo Aéreo desde el Acta de Defensa Nacional del año 1920. Los pilotos ya no podían representar el 90% de los oficiales comisionados. La necesidad de tener un gran número de especialistas en administración y servicios técnicos resultó en la creación de una Escuela de Candidatos a Oficial en Miami Beach, Florida, y la comisión directa de miles de profesionales. Incluso así, entraron 193 000 nuevos pilotos a la AAF durante la Segunda Guerra Mundial, mientras que otros 124 000 candidatos fallaron en algún punto durante su entrenamiento o murieron en accidentes.
Las necesidades por nuevos pilotos resultó en una masiva expansión del programa de Cadetes de Aviación, para el cual había tantos voluntarios que la AAF creó una reserva que reunía a todos los candidatos a piloto calificados hasta que ellos pudieran ser llamados a servicio activo, con el propósito de no perderlos a otras necesidades de reclutamiento. Para 1944, esta reserva se convirtió en innecesaria, y 24 000 de estos reclutas fueron enviados a las Fuerzas Terrestres del Ejército para ser reentrenados como infantería y 6000 fueron enviados al Servicio Logístico del Ejército. Los estándares exigidos para el entrenamiento para pilotos fueron cambiados para reducir la edad mínima desde 20 años a 18 años, y eliminaron el requerimiento de nivel mínimo de educación de tener al menos dos años de educación universitaria. Uno de los beneficiados por este cambio fue Charles E. Yeager, quien posteriormente se convertiría en un general de la Fuerza Aérea de Estados Unidos.

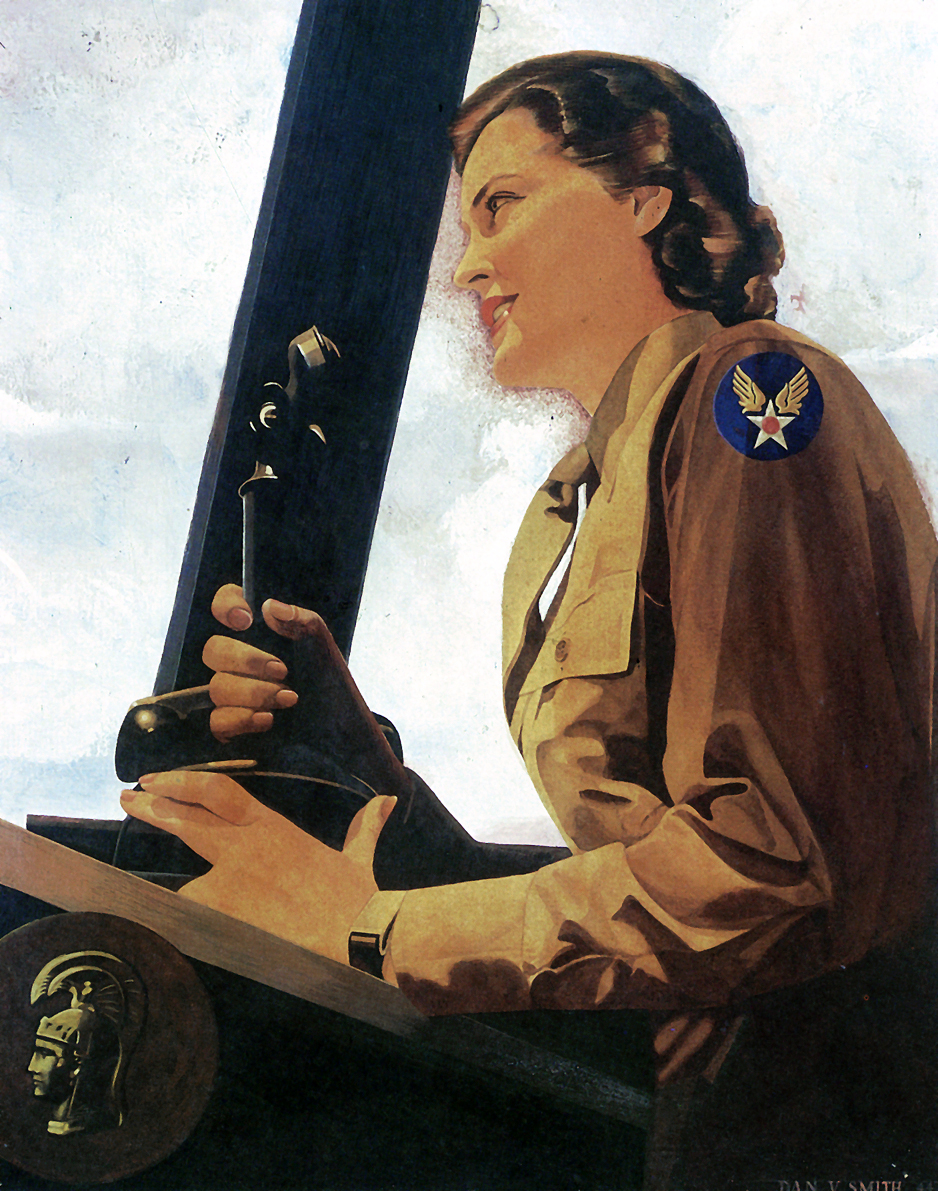
Retrato del año 1943 de una controladora de tráfico aéreo perteneciente al Cuerpo de Mujeres del Ejército.

Las necesidades por tripulaciones aéreas resultaron en el exitoso entrenamiento de 43 000 bombarderos, 49 000 navegantes y 309 000 artilleros (que operaban el armamento defensivo en los aviones que los poseían), muchos de los cuales también se especializaron en los otros aspectos realizados por las tripulaciones aéreas. 7800 hombres calificaron como ingenieros de vuelo para los B-29 y 1000 más como operadores de radar para los cazas nocturnos, todos los cuales fueron graduados como oficiales. Casi 1,4 millones de hombres recibieron entrenamiento técnico como mecánico de aviones, especialistas en electrónica y otras ramas técnicas. Los servicios de apoyo relacionados que no tenían que ver con aviones fueron proporcionados por aviadores entrenados por el Servicio de Logística del Ejército, pero la AAF ejercía una influencia cada vez mayor en los planes de entrenamiento de estos cursos, en anticipación de sus futura independencia.
Los afroamericanos eran aproximadamente el seis por ciento de esta fuerza (145 327 hombres a noviembre de 1943). En 1940, debido a presiones ejercidas por Eleanor Roosevelt y algunos miembros norteños del Congreso, el general Arnold permitió aceptar negros para el entrenamiento como pilotos, pero sobre una base de segregación. Se estableció un centro de entrenamiento de vuelo en el Instituto Tuskegee localizado en Alabama. A pesar de la desventaja, causada por la política de segregación, de no tener un cuadro experimentado para entrenamiento como las otras unidades de la AAF, los aviadores de Tuskegee se distinguieron a sí mismos en combate operando el Grupo de Caza 332. El programa de entrenamiento de Tuskegee produjo 637 pilotos de caza, 253 pilotos de B-26 Marauder y 132 navegantes.
Sin embargo, la vasta mayoría del personal de tropa afroamericano que sirvió con las Fuerzas Aéreas del Ejército, no lo pasó bien. La mayoría de los conscriptos no volaban ni hacían el mantenimiento de los aviones. Sus deberes principalmente consistían en la realización de labores domésticas, con un liderazgo indiferente u hostil y con una pobre moral llevaron a un serio descontento y a varios violentos incidentes.
Las mujeres sirvieron de forma más exitosa como parte de las Fuerzas Aéreas del Ejército durante la guerra. Cerca de 40 000 de ellas en el Cuerpo Auxiliar de Mujeres del Ejército / Cuerpo de Mujeres del Ejército (en inglés: Women's Army Corps, WAC) como personal de la AAF, más de 1000 como Pilotos del Servicio Femenino de la Fuerza Aérea (en inglés: Women Airforce Service Pilots, WASP) y 6500 como enfermera en las Fuerzas Aéreas del Ejército, incluyendo 500 enfermeras aéreas. 7601 WAC de la USAAF sirvieron en ultramar hasta abril de 1945, con las mujeres realizando labores en más de 200 categorías de trabajo.
El Acta del Cuerpo Aéreo de julio de 1926 aumentó la cantidad de oficiales generales autorizados en el arma aérea del ejército de dos a cuatro. La activación del GHQAF en marzo de 1935 dobló esa cantidad y la expansión de preguerra del Cuerpo Aéreo en octubre de 1940 hizo que se autorizaran quince nuevos oficiales generales. Para el final de la Segunda Guerra Mundial, estaban autorizados 320 generales para la AAF de tiempo de guerra.
| Fecha                                    | Total USAAF | Tot Oficiales | Total Tropa | En Ultramar | Oficiales (ultramar) | De tropa (ultramar) |
| 31 de julio de 1939                      | 24 724      | 2636          | 22 088      | 3991        | 272                  | 3719                |
| 31 de diciembre de 1939                  | 43 118      | 3006          | 40 112      | 7007        | 351                  | 6656                |
| 31 de diciembre de 1940                  | 101 227     | 6 437         | 94 790      | 16 070      | 612                  | 15 458              |
| 31 de diciembre de 1941                  | 354 161     | 24 521        | 329 640     | 25 884      | 2479                 | 23 405              |
| 31 de diciembre de 1942                  | 1 597 049   | 127 267       | 1 469 782   | 242 021     | 26 792               | 215 229             |
| 31 de diciembre de 1943                  | 2 373 882   | 274 347       | 2 099 535   | 735 666     | 81 072               | 654 594             |
| 31 de marzo de 1944 (Tamaño máximo)      | 2 411 294   | 306 889       | 2 104 405   | 906 335     | 104 864              | 801 471             |
| 31 de diciembre de 1944                  | 2 359 456   | 375 973       | 1 983 483   | 1 164 136   | 153 545              | 1 010 591           |
| 30 de abril de 1945 (Máximo en ultramar) | 2 329 534   | 388 278       | 1 941 256   | 1 224 006   | 163 886              | 1.060.120           |
| 31 de agosto de 1945                     | 2 253 182   | 368 344       | 1 884 838   | 999 609     | 122 833              | 876 776             |

### Crecimiento, instalaciones
El Cuerpo Aéreo operaba 156 campos aéreos a comienzos de 1941. Desde 1939 se había estado desarrollando un programa de expansión de bases aéreas, intentando mantenerse al mismo nivel con los incrementos de personal, unidades y aviones, usando cuando era posible las instalaciones municipales y privadas. Sin embargo, el estallido de la guerra y la expansión acelerada resultante hicieron surgir la necesidad de una amplia variedad de instalaciones tanto para realizar las operaciones como para llevar a cabo el entrenamiento localizadas en Estados Unidos Continental (en inglés: Continental United States, CONUS).
Adicional a la construcción de nuevas bases permanentes y la construcción de numerosos polígonos de tiro y de bombardeo, la AAF utilizó escuelas de piloto civiles, cursos de entrenamiento realizados localmente en universidades y fábricas, y destacamentos de entrenamiento de oficiales en las universidades. A principios de 1942, en una decisión controversial, el Comando de Entrenamiento Técnico de la AAF comenzó a arrendar hoteles, resorts y edificios de departamentos como sitios de entrenamiento a gran escala, solo en Miami Beach, Florida había habitaciones para acomodar 90.000 personas. Los contratos de arrendamiento eran negociados para la AAF por el Cuerpo de Ingenieros del Ejército de Estados Unidos, a menudo con condiciones económicas desventajosas para los dueños de los hoteles en relación con tarifas de arrendamiento, cláusulas de daños y deterioros y de aviso previo para terminar los contratos de arrendamiento.
En diciembre de 1943, la AAF alcanzó durante la guerra la cantidad máxima de 783 aeródromos, localizados en Estados Unidos Continentales.

#### Instalaciones
| Tipo de instalación                              | 7 de diciembre de 1941 | 31 de diciembre de 1941 | 31 de diciembre de 1942 | 31 de diciembre de 1943 | 31 de diciembre de 1944 | Día VE | Día VJ |
| Total todas las instalaciones                    | 181                    | 197                     | 1270                    | 1419                    | 1506                    | 1473   | 1377   |
| Bases principales                                | 114                    | 151                     | 345                     | 345                     | 377                     | 356    | 344    |
| Bases anexas                                     | -                      | -                       | 71                      | 116                     | 37                      | 56     | 57     |
| Campos auxiliares                                | -                      | -                       | 198                     | 322                     | 309                     | 291    | 269    |
| Total campos aéreos CONUS                        | 114                    | 151                     | 614                     | 783                     | 723                     | 703    | 670    |
| Polígonos de bombardeo y tiro                    | -                      | -                       | desconocido             | -                       | 480                     | 473    | 433    |
| Hospitales y otras instalaciones propias         | 67                     | 46                      | 29                      | 32                      | 44                      | 30     | 30     |
| Escuelas de pilotos contratadas                  | desconocido            | desconocido             | 69                      | 66                      | 14                      | 14     | 6      |
| Espacio de oficinas arrendadas                   | -                      | -                       | desconocido             | desconocido             | 79                      | 109    | 103    |
| Hoteles y edificios de apartamentos arrendados   | -                      | -                       | 464                     | 216                     | 75                      | 75     | 75     |
| Escuelas técnicas civiles y en fábricas          | -                      | -                       | 66                      | 47                      | 21                      | 17     | 16     |
| Destacamentos de entrenamientos en universidades | -                      | -                       | 16                      | 234                     | 2                       | 1      | 1      |
| Depósitos de almacenamiento especializados       | -                      | -                       | 12                      | 41                      | 68                      | 51     | 43     |

| Localización               | 31 de diciembre de 1941 | 31 de diciembre de 1942 | 31 de diciembre de 1943 | 31 de diciembre de 1944 | Día VE | Día VJ |
| Posesiones estadounidenses | 19                      | 60                      | 70                      | 89                      | 130    | 128    |
| Norteamérica               | 7                       | 74                      | 83                      | 67                      | 66     | 62     |
| Islas atlánticas           | 5                       | 27                      | -                       | 20                      | 21     | 21     |
| Sudamérica                 | -                       | 27                      | 28                      | 22                      | 32     | 32     |
| África                     | -                       | 73                      | 94                      | 45                      | 31     | 21     |
| Europa                     | -                       | 33                      | 119                     | 302                     | 392    | 196    |
| Australia                  | -                       | 20                      | 35                      | 10                      | 7      | 3      |
| Islas del Pacífico         | -                       | 21                      | 65                      | 100                     | 57     | 56     |
| Asia                       | -                       | 23                      | 65                      | 96                      | 175    | 115    |
| Total de ultramar          | 31                      | 358                     | 559                     | 751                     | 911    | 634    |

## Organización y equipamiento

### Estructura de mando
Hacia el final de la Segunda Guerra Mundial, la USAAF había creado 16  fuerzas aéreas numeradas (Primera a la Decimoquinta y Vigésima) distribuidas a través del mundo para llevar a cabo la guerra, además de una fuerza aérea general en Estados Unidos Continentales para apoyar a todo el resto y proporcionar defensa aérea. Está última fue organizada formalmente como la Fuerzas Aéreas Continentales y se activó el 15 de diciembre de 1944, aunque formalmente no tomó jurisdicción de sus fuerzas aéreas componentes hasta el final de la guerra en Europa.
Varias fuerzas aéreas fueron creadas desde cero a medida que el servicio se expandió durante la guerra. Otras crecieron a partir de comandos anteriores cuando el servicio se expandió en tamaño y jerarquía (por ejemplo, el VIII Comando de Bombardeo se convirtió en la Octava Fuerza Aérea después del cambio organizacional de febrero de 1944), y escalones superiores como la Fuerzas Aéreas Estratégicas de Estados Unidos en Europa (en inglés: United States Strategic Air Forces in Europe, USSTAF) y la Fuerzas Aéreas Estratégicas de Estados Unidos en el Pacífico (en inglés: United States Strategic Air Forces in the Pacific, USASTAF) se convirtieron en una necesidad para poder controlar todo. En agosto de 1945, las Fuerzas Aéreas Estratégicas de Estados Unidos se convirtió en las Fuerzas Aéreas de Estados Unidos en Europa (en inglés: United States Air Forces in Europe, USAFE). Una capa organizacional, el comando, fue creada para segregar las unidades de funciones similares (cazas y bombarderos) para propósitos de control administrativo.
Ocho divisiones aéreas sirvieron como una capa adicional de comando y control para la vasta organización, capaz de actuar en forma independiente si surgía la necesidad. Dentro de las fuerzas aéreas y divisiones existían cuarteles generales administrativos llamados alas para controlar grupos (unidades operacionales; ver sección más adelante). A medida que los grupos aumentaban, la cantidad de alas necesarias para controlarlas se multiplicaron, finalmente siendo activadas 91 de ellas, 69 de las cuales estaban aún activas hacia el final de la guerra. Como parte del Servicio Aéreo y del Cuerpo Aéreo, las alas estaban compuestas de grupos con diferentes tipos de misiones, esto es, compuestas de grupos con diferentes tipos de misiones. Sin embargo, la mayor parte de las alas durante la Segunda Guerra Mundial estaban compuestas de grupos con funciones semejantes (denominadas como de bombardeo, caza, reconocimiento, entrenamiento, antisubmarino, transporte de tropas, reemplazos o compuesta).
Varias organizaciones de apoyo independientes, llamadas comandos principales, permanecieron bajo control directo de los Cuarteles Generales de las Fuerzas Aéreas del Ejército. Estos fueron creados, o expandidos a partir organizaciones anteriores del Cuerpo Aéreo, en los años 1941 y 1942 para apoyar y abastecer a las fuerzas aéreas numeradas, a cualquier de las unidades operacionales (grupos o escuadrones) a las que estuvieron asignados.

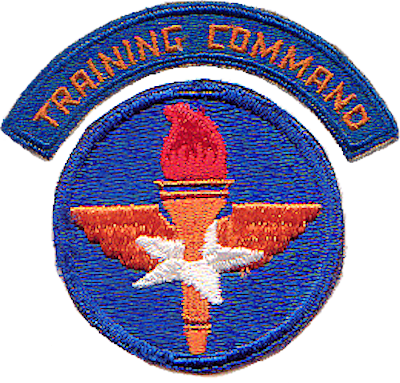
Insignia del Comando de Entrenamiento de la AAF.

Estos comandos eran:
Los comandos principales activos al 15 de septiembre de 1945
Comando de Entrenamiento de las Fuerzas Aéreas del Ejército
Comando de Servicios Técnicos Aéreos
Comando de Transporte Aéreo
Centro de las Fuerzas Aéreas del Ejército
Comando de Distribución de Personal de la AAF
Comandos principales discontinuados o fusionados
Comando de Entrenamiento de Vuelo de la AAF
Comando de Entrenamiento Técnico de la AAF
Comando de Servicio Aéreo
Comando de Material
Comando de Polígonos
Comando de Transporte de Tropas I
Comando de Concentración I
Comando Antisubmarino
Comando de Control de Vuelo

### Organización táctica

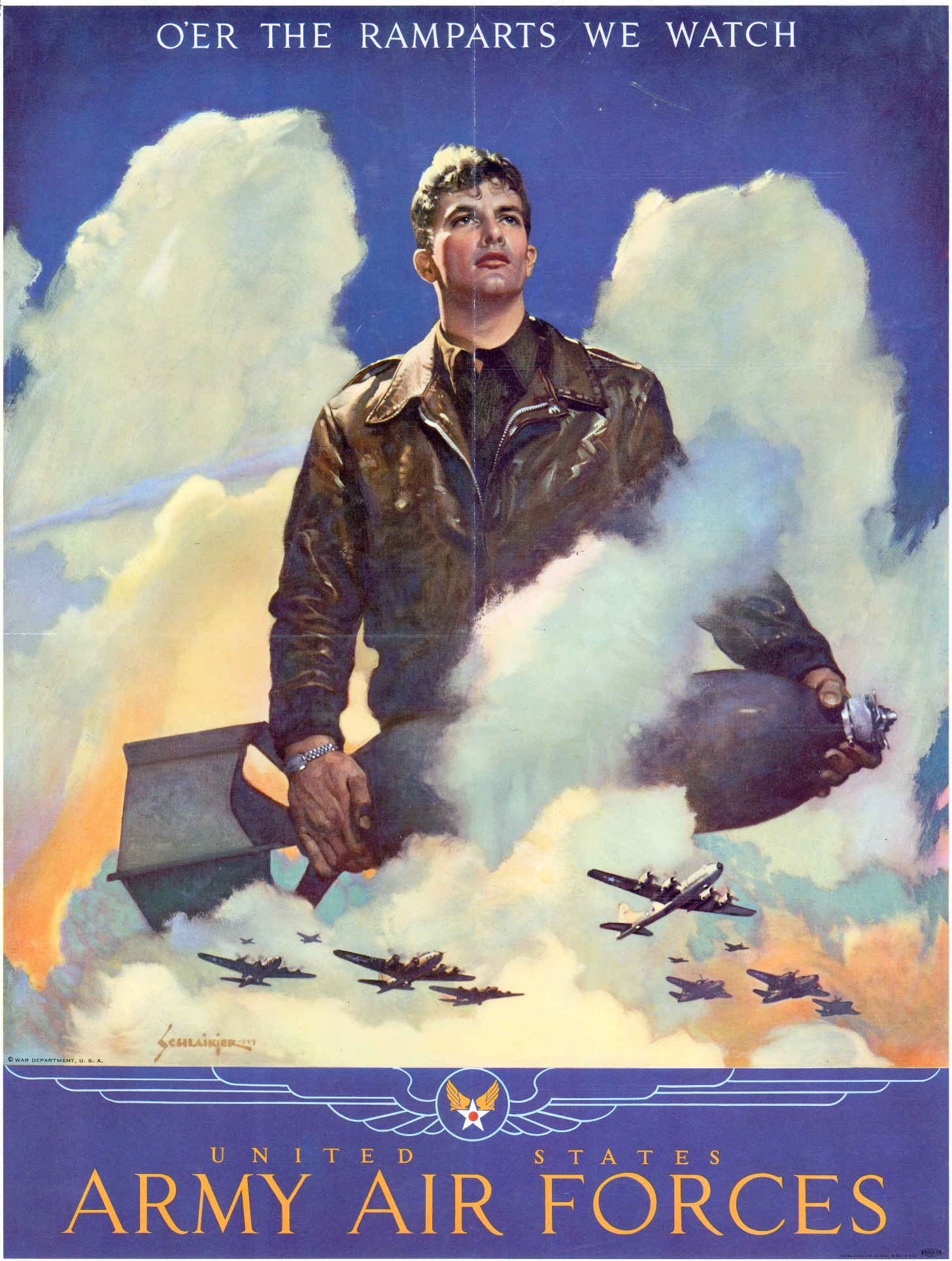
Cartel de reclutamiento de la USAAF. Donde se puede leer: "Sobre las murallas vigilamos. Fuerzas Aéreas del Ejército de Estados Unidos".

La principal unidad de combate de las Fuerzas Aéreas del Ejército tanto para propósitos administrativos como tácticos era el grupo, una organización de tres o cuatro escuadrones de vuelo y elementos de apoyo terrestre asignados u orgánicos, el que era aproximadamente equivalente a un regimiento de las Fuerzas Terrestres del Ejército. Las Fuerzas Aéreas del Ejército colocó en campaña un total de 269 grupos de combate durante la Segunda Guerra Mundial, y llegó a poseer un máximo de 243 grupos de combate en 1945.
El Servicio Aéreo y su sucesor Cuerpo Aéreo habían organizado 15 grupos de combate permanentes entre 1919 y 1937. Con la expansión de la fuerza de combate que había comenzado el 1 de febrero de 1940, el Cuerpo Aéreo se expandió desde 15 grupos a 30 grupos. Para la fecha en que Estados Unidos entró a la Segunda Guerra Mundial, esa cantidad había aumentado a 67 grupos de combate, pero la mitad de estos estaba en proceso de ser organizado y no estaban preparados para entrar en combate. De los 67 grupos formados o en proceso de formación, 26 estaban clasificados como de bombardeo: 13 grupos de Bombarderos Pesados (( B-17 Flying Fortress y B-24 Liberator) y el resto eran grupos Medios y Ligeros ( B-25 Mitchell, B-26 Marauder y A-20 Havoc). En diciembre de 1941 el resto de la fuerza incluía 26 grupos de Persecución (renombrados de Caza en mayo de 1942), 9 grupos de Observación (renombrados de Reconocimiento) y 6 de Transporte (renombrados de Transporte de Tropas o Carga de Combate). Después del despliegue operacional del bombardero B-29 Superfortress, se agregaron unidades de Bombarderos Súper Pesado a la estructura de la fuerza.
En la primera mitad del año 1942 las Fuerzas Aéreas del Ejército se ampliaron rápidamente. La infraestructura de entrenamiento existente era inadecuada en recursos, organización y pedagogía para entrenar unidades en gran escala. Las siempre crecientes cantidades de nuevos grupos siendo formados amenazaron en sobrepasar la capacidad de los viejos grupos del Cuerpo Aéreo para proporcionar personal experimentado para formar el núcleo de los grupos recién activados o para absorber a los graduados del ampliado programa de entrenamiento que reemplazaban a los recientemente transferidos. El sistema que estaba funcionando desde 1939 había reducido el nivel total de experiencia en todos los grupos de combate y cuando la demanda de las unidades en combate por personal de reemplazo era incluida, la disponibilidad de personal con la experiencia necesaria para formar nuevas unidades parecía ser una espiral descendente.

Insignia de la USAAF desde julio de 1943 hasta el final de la Segunda Guerra Mundial.

Para evitar la probable crisis, se adoptó un sistema de Unidades de Entrenamiento Operacional (en inglés: Operational Training Unit, OTU) similar al usado por la RAF. Bajo el concepto de OTU, ciertos grupos estaban autorizadas como grupos "padres" con mayor dotación. Los grupos padres (las unidades OTU) proporcionaban esencialmente como antes el personal básico estructural para los grupos recién activados, o "satélites". Los recién graduados de las escuelas de entrenamiento rellenaban los grupos satélites y restauraban la dotación del grupo padre a su tamaño aumentado original en un ciclo repetitivo continuo. Hacia mayo de 1942 el plan estaban en operación en las cuatro fuerzas aéreas continentales pero no fue hasta principios del año 1943 que fueron resueltos la mayor parte de los problemas de crecimiento. Las dotaciones estructurales básicas separadas de los grupos padres eran instruidos especialmente para poder enfrentar sus responsabilidades de entrenamiento, que inicialmente eran de responsabilidad de las fuerzas aéreas, pero después del 9 de octubre de 1942, fue la Escuela de Tácticas Aplicadas de las Fuerzas Aéreas del Ejército (en inglés: Army Air Forces School of Applied Tactics, AAFSAT) la responsable de estandarizar este entrenamiento.
Para comienzos del año 1944, se habían constituido 269 grupos. 136 de estos habían sido desplegados en ultramar y de aquellos aún en Estados Unidos, 77 estaban siendo organizados y entrenados para ser desplegados en ultramar. Los restantes 56 servían como OTU, Unidades de Entrenamiento para Reemplazos (en inglés: Replacement Training Units, RTU) que entrenaban personal para reemplazos en las unidades de combate, o como unidades de defensa continental. A principios del año 1944, todo el entrenamiento fue asignado a "unidades de base" y las OTU y las RTU fueron inactivadas, reduciendo la cantidad de grupos activos a 218. Sin embargo, se formaron 25 grupos adicionales durante el año 1944 para llegar a la AAF a su estructura final de tiempo de guerra. Entre la invasión a Normandía en junio de 1944 y el Día de la Victoria en Europa en el año 1945, 148 grupos de combate lucharon contra Alemania, mientras que para agosto de 1945, cuando todas las operaciones de combate finalizaron, 86 grupos estaban desplegados en el Pacífico y en el Lejano Oriente. Las fuerzas en Europa estaban realizando operaciones de ocupación o estaban siendo redesplegadas a Estados Unidos.
En febrero de 1945 la AAF tenía desplegados 243 grupos de combate:
- Grupos de bombardeo: 25 Súper Pesados, 72 Pesados, 20 Medianos y 8 Ligeros;
- Grupos de caza: 71;[Nota 31]
- Grupos de transporte de tropas y de Carga de combate: 29;[Nota 32]
- Grupos de reconocimiento: 13; y
- Grupos compuestos: 5.[55][Nota 33]

La organización básica permanente de la AAF tanto los elementos de combate como de apoyo era el escuadrón. Entre el 7 de diciembre y el 1 de septiembre de 1945 estuvieron activos 1.226 escuadrones de combata en la USAAF. En el año 1945 permanecían activos un total de 937 escuadrones, con 872 asignados a varios grupos. 65 escuadrones, principalmente de reconocimiento y de caza nocturna, no estaban asignados a grupos sino que eran unidades separadas subordinadas a escalones superiores de comando.
| Tipo de unidad                          | Tipo de avión      | Cantidad de aviones | Cantidad de tripulaciones | Hombres por tripulación | Total de personal | Oficiales | Tropa |
| Grupo de bombardeo superpesado          | B-29               | 45                  | 60                        | 11                      | 2078              | 462       | 1816  |
| Grupo de bombardeo pesado               | B-17. B-24         | 72                  | 96                        | 9 a 11                  | 2261              | 465       | 1796  |
| Grupo de bombardeo mediano              | B-25. B-26         | 96                  | 96                        | 5 o 6                   | 1759              | 393       | 1.386 |
| Grupo de bombardeo ligero               | A-20. A-26         | 96                  | 96                        | 3 o 4                   | 1304              | 211       | 1093  |
| Grupo de cazas monotor                  | P-40. P-47 P-51    | 111 a 126           | 108 a 126                 | 1                       | 994               | 183       | 811   |
| Grupo de caza bimotor                   | P-38               | 111 a 126           | 108 a 126                 | 1                       | 1081              | 183       | 838   |
| Grupo de transporte de tropas           | C-47               | 80 a 110            | 128                       | 4 o 5                   | 1837              | 514       | 1323  |
| Grupo de carga de combate               | C-46. C-47         | 125                 | 150                       | 4                       | 883               | 350       | 533   |
| Escuadrón de caza nocturna              | P-61. P-70         | 18                  | 16                        | 2 o 3                   | 288               | 50        | 238   |
| Escuadrón de reconocimiento táctico     | F-6. P-40 L-4. L-5 | 27                  | 23                        | 1                       | 233               | 39        | 194   |
| Escuadrón de reconocimiento fotográfico | F-5                | 24                  | 21                        | 1                       | 347               | 50        | 297   |
| Escuadrón de mapeo de combate           | F-7. F-9           | 18                  | 16                        | 8                       | 474               | 77        | 397   |

### Aviones
Las Fuerzas Aéreas del Ejército de Estados Unidos usaron una gran variedad de aviones para cumplir sus variadas misiones, incluyendo muchos aviones obsoletos heredados de su época como el Cuerpo Aéreo, con quince designaciones de tipo.
Los siguientes fueron los tipos más numerosos en el inventario de la USAAF, o aquellos que específicamente vieron combate. Las variantes, incluyendo todas las variantes de reconocimiento fotográfico ("F"), son listados y descritos bajo sus encabezados separados. Muchos aviones, particularmente transportes y entrenadores, tenían numerosas designaciones que resultaban de diferencias en sus planta motrices.

#### Bombarderos

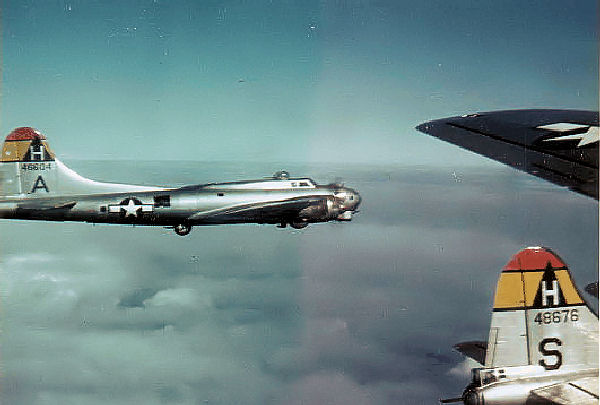
B-17G Fortress pertenecientes al Grupo de Bombarderos 306o.

- A-20 Havoc
- A-24 Banshee
- A-26 Invader
- A-35 Vengeance
- A-36 Apache
- B-17 Flying Fortress
- B-18 Bolo
- B-24 Liberator
- B-25 Mitchell
- B-26 Marauder
- B-29 Superfortress
- B-32 Dominator
- B-34 Ventura

#### Cazas

Aviones P-51 Mustang pertenecientes al 361.º Grupo de Caza, año 1944.

- P-35
- P-36 Hawk
- P-38 Lightning
- P-39 Airacobra
- P-40 Warhawk
- P-47 Thunderbolt
- P-51 Mustang
- P-59 Airacomet
- P-61 Black Widow
- Supermarine Spitfire[Nota 36]
- Bristol Beaufighter[Nota 37]

#### Observación

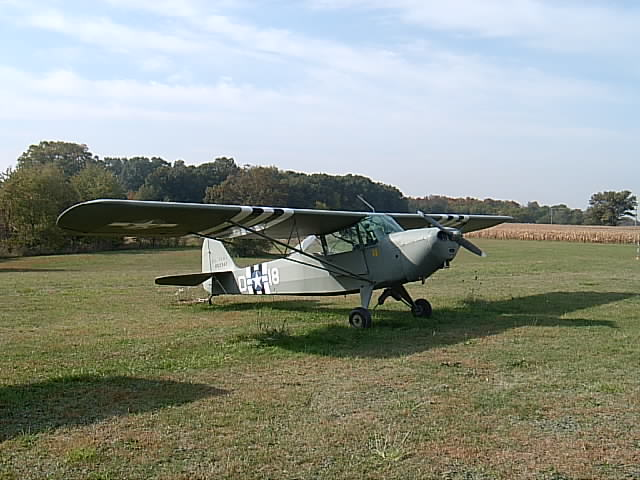
Taylorcraft L-2M

- L-2 Grasshopper
- L-3
- L-4
- L-5 Sentinel
- O-47
- de Havilland Mosquito

#### Transporte

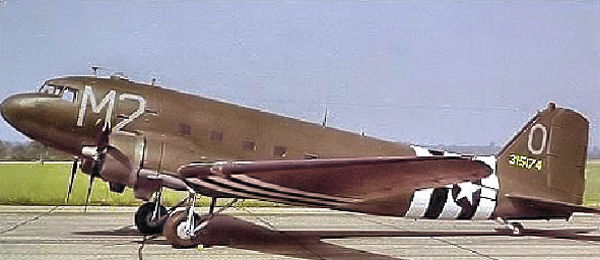
C-47 del Grupo de Transporte de Tropas 438o.

- C-45 Expeditor
- C-46 Commando
- C-47 Skytrain
- C-54 Skymaster
- C-56 Lodestar

#### Entrenamiento

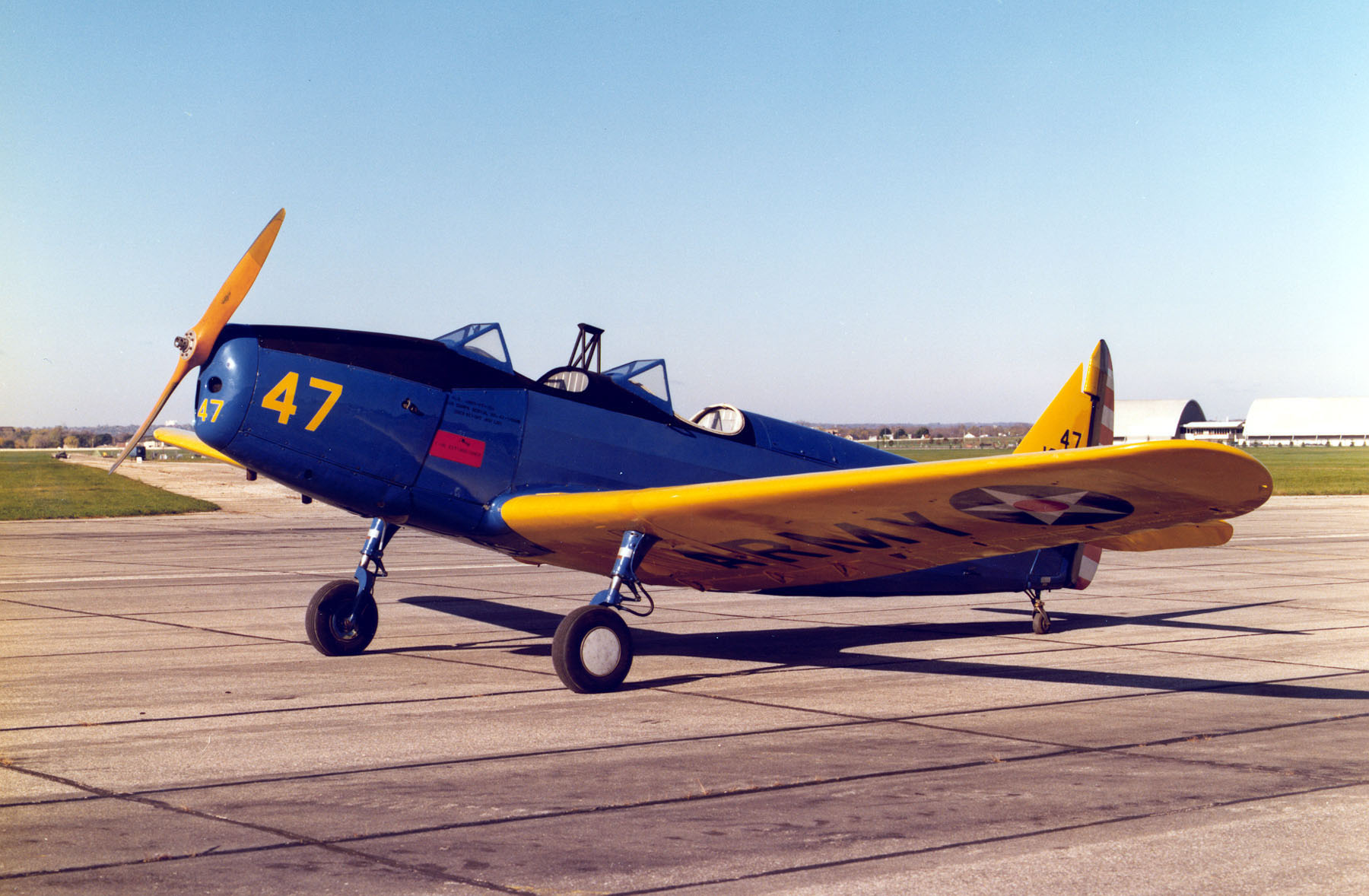
PT-19 de entrenamiento primario.

- AT-6 Texan
- AT-11 Kansan
- AT-18 Hudson
- AT-8/AT-17 Bobcat
- BT-13/BT-15 Valiant
- PT-13/17 Kaydet
- PT-16/PT-21/PT-22
- PT-19/PT-23/PT-26

#### Utilidad, rescate y planeador

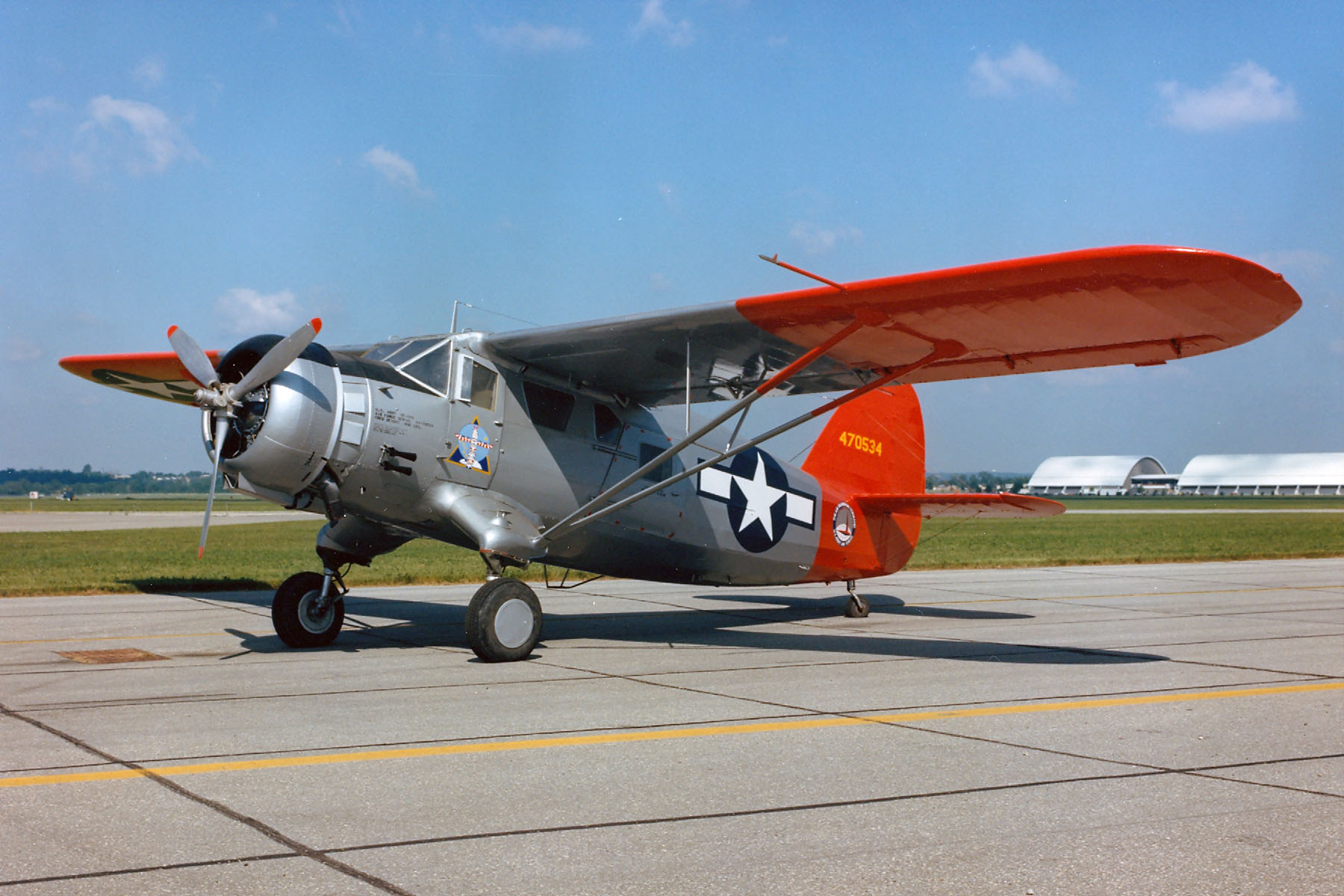
UC-64 Norseman

- UC-43 Traveler
- UC-61 Argus
- UC-64 Norseman
- UC-72
- UC-78 Bobcat
- Airspeed Oxford
- OA-10 Catalina
- R-4 Hoverfly
- CG-4 Waco
- Airspeed Horsa

## Rol en la Segunda Guerra Mundial

### Planeación estratégica
| Cambio de las prioridades de bombardeo de la USAAF - 13 de agosto de 1941: producción de electricidad (AWPD/1) - 6 de septiembre de 1942: instalaciones de submarinos (AWPD/42) - 3 de septiembre de 1944: campaña del petróleo - 5 de enero de 1945: avión de reacción} |

El 13 de agosto de 1941, la División de planes para la guerra aérea (en inglés: Air War Plans Division, AWPD) de la USAAF entregó su plan para una estrategia aérea global, AWPD/1. Formalmente conocida como "Anexo 2, Requerimientos Aéreos" a "El Programa Victoria", un plan de estimaciones estratégicas que involucraba a todas las fuerzas militares de Estados Unidos, el plan estaba preparado de acuerdo con la políticas estratégicas establecidas a principios de ese año en el acuerdo Conferencia de estados mayores estadounidenses-británicos (ABC–1) con la Mancomunidad Británica de Naciones y el plan de guerra estadounidense Rainbow 5. Las cifras pronosticadas, a pesar de los errores de planeación por la carencia de información precisa acerca de la meteorología y el compromiso económico alemán, estuvieron dentro del 2% de las unidades y del 5,5% del personal finalmente movilizado, y predijeron exactamente el marco de tiempo de cuando ocurriría la invasión de Europa por parte de los Aliados.
El AWPD/1 requería una defensa aérea del hemisferio occidental, una defensa estratégica contra Japón en el Pacífico y un bombardeo estratégico usando 6.800 bombarderos contra Alemania, donde había identificado 154 blancos claves de la infraestructura económica alemana que consideraba vulnerables a una campaña sostenida. Un requerimiento de 7500 aviones, que incluía al bombardero intercontinental B-36 (en ese momento aún en fase de diseño), era demasiado grande para que la industria estadounidense pudiera lograrlo en la práctica, y por eso se incluyó en el AWPD/1 un plan provisional para atacar a Alemania con 3.800 bombarderos.
El AWPD/1 fue aprobado por el General Marshall y el Secretario de Guerra Henry Stimson en septiembre de 1941. Aunque la guerra comenzó antes de que el plan pudiera ser presentado a Roosevelt, se convirtió en la base para establecer la producción de aviones y los requerimientos de entrenamiento usados durante la guerra, y el concepto de una ofensiva de bombardeo estratégico contra Alemania se convirtió en política del gobierno de Estados Unidos, en acuerdo con la política estratégica de Estados Unidos establecida en el plan Rainbow 5, como el único medio disponible para que Estados Unidos pudiera llevar la guerra a Alemania.
En agosto de 1942, Roosevelt pidió una revisión de los requerimientos aéreos propuestos. El plan AWPD/42 fue presentado el 6 de septiembre de 1942, y aunque nunca fue aceptado por la Armada de Estados Unidos, sus estimaciones revisadas (que más que doblaban los requerimientos de producción a cerca de 150.000 aviones de todos los tipos, incluyendo aquellos de la Armada y las exportaciones a los Aliados) guiaron a la Administración Roosevelt durante el año 1943. Posteriormente las estimaciones fueron reducidas a 127.000, de los cuales 80.000 eran aviones de combate.
Como sus predecesores, el AWPD/42 estableció un plan estratégico para el bombardeo diurno de Alemania mediante el uso de bombarderos pesados sin escoltas, pero también incluía un plan similar para atacar a Japón. Desafortunadamente los bombarderos B-17 de la Octava Fuerza Aérea solo habían realizado seis misiones con relativamente poca oposición cuando el plan AWPD/42 fue realizado, y se repitió el error previo del AWPD/1 de descartar la necesidad y la factibilidad de escoltas de caza de largo alcance.
Ambos planes requerían la destrucción de la Luftwaffe como un requisito necesario antes de llevar a cabo las campañas contra los blancos económicos prioritarios. El AWPD/1 estableció cuatro conjuntos de blancos, mostrados en orden de prioridad: producción de electricidad, transporte continental, producción de petróleo y Berlín; mientras que el AWPD/42 revisó las prioridades, colocando primero las instalaciones de submarinos, seguidas por el transporte, producción de electricidad, producción de petróleo y la producción de caucho.

### Resumen de las operaciones
La Oficina de Estudios Históricos de la Fuerza Aérea resume la ejecución de la estrategia de la USAAF durante la Segunda Guerra Mundial:
"El estado mayor de Arnold hizo su primera prioridad de la guerra en lanzar una ofensiva de bombardeo estratégico contra Alemania en apoyo de la RAF. La Octava Fuerza Aérea, enviada a Inglaterra en el año 1942, realizó dicho trabajo. Después de un esfuerzo lento y a menudo costoso para llevar la fuerza necesaria, a la que se unió la Decimoquinta Fuerza Aérea estacionada en Italia, el bombardeo estratégico finalmente comenzó a dar resultados, y hacia el final de la guerra la economía alemana había sido dispersada y convertida en escombros.
"Las fuerzas aéreas tácticas apoyaron a las fuerzas terrestres en los teatros del Mediterráneo y de Europa, donde la supremacía aérea aliada fue una constante frustración para el enemigo. En la guerra contra Japón, el general Douglas MacArthur realizó su avance a lo largo de Nueva Guinea haciendo saltar a sus fuerzas aéreas adelantándolas y usando fuerzas anfibias para abrir nuevas bases. La AAF también apoyó a los portaaviones del almirante Chester Nimitz en su salto de islas a través del Pacífico Central y asistió a las fuerzas aliadas en Birmania y China.
"Arnold controlaba directamente a la Vigésima Fuerza Aérea, equipada con los nuevos aviones de bombardeo de largo alcance B-29 Superfortress usados para bombardear las islas nacionales japonesas, primero desde China y luego desde las Marianas. Devastado por las ataques incendiarios, para agosto de 1945 Japón estaba tan debilitado que Arnold creía que no serían necesarios para ganar la guerra ni la bomba atómica ni la planeada invasión. No obstante, el lanzamiento de las bombas atómicas sobre Hiroshima y Nagasaki, realizado por los B-29 de la AAF, demostraron lo que el poder aéreo podría hacer en el futuro. El Estudio sobre el bombardeo estratégico proporcionó la munición a los líderes de la AAF para los debates de la postguerra acerca de la unificación de las fuerzas armadas y la estrategia nacional".

### Resumen estadístico de la USAAF
Las Fuerzas Aéreas del Ejército de Estados Unidos tuvieron el 12% de las 936 000 bajas de combate sufridas por el Ejército durante la Segunda Guerra Mundial. 88 119 tripulantes murieron en servicio. 52 173 fueron bajas por muerte en combate: 45 520 muertos en combate, 1140 murieron por la gravedad de sus heridas, 3603 fueron desaparecidos en combate y declarados muertos y 1910 fueron declarados muertes en combate por otras causas no hostiles. Entre los servicios militares y navales de Estados Unidos, solo las Fuerzas Terrestres del Ejército sufrieron mayor cantidad de muertes en combate. 35 946 muertes de no combate incluyen 25 844 en accidentes aéreos, más de la mitad de los cuales ocurrieron en Estados Unidos Continentales. 63.209 miembros de la USAAF fueron bajas por otras causas de combate. 18 364 fueron heridos en combate y requirieron de evacuación médica y 41 057 fueron capturados y se convirtieron en prisioneros de guerra. Sus bajas fueron el 5,1% de su dotación, comparado al 10% del resto del Ejército.
El total de aviones perdidos por la AAF desde diciembre de 1941 a agosto de 1945 fueron 65 164, con 43 581 perdidos en ultramar y 21 583 en Estados Unidos Continental. Las pérdidas de aviones en combate totalizaron 22 948 a nivel mundial, 18 418 perdidos en teatros donde se combatía contra Alemania y 4530 perdidos en combate en el Pacífico. La AAF acreditó a sus propias fuerza con la destrucción de un total de 40 259 aviones, de las naciones que se oponían a Estados Unidos, por todos los medios, 29 916 contra Alemania y sus aliados y 10 343 en el Pacífico.
El costo de la guerra para la AAF fue de aproximadamente de US$50 mil millones, o aproximadamente un 30% del costo del Departamento de Guerra, con gastos en efectivo obtenidos de apropiaciones directas entre julio de 1942 y agosto de 1945 por una cantidad de US$35 185 548 000.
El total de salidas voladas por la AAF durante la Segunda Guerra Mundial fueron de 2 352 800, con 1 693 565 voladas en áreas relacionadas con Europa y 669 235 voladas en el Pacífico y el Lejano Oriente.
36 miembros de las Fuerzas Aéreas del Ejército recibieron la Medalla de Honor por acciones llevadas a cabo durante misiones aéreas, 22 de las cuales fueron otorgadas en forma póstuma. Dos medallas adicionales fueron otorgadas, uno póstumamente, a oficiales de la AAF asignados a la Fuerza de Tareas Occidental durante la Operación Torch.

### Desmovilización e independencia

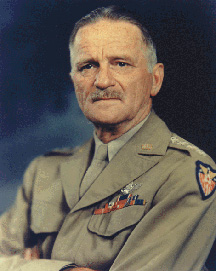
General Carl A. Spaatz

Con la derrota de Japón, toda la estructura militar de Estados Unidos comenzó inmediatamente una drástica desmovilización, como había sucedido al final de la Primera Guerra Mundial. La AAF sufrió al mismo nivel que los otros servicios más antiguos este proceso. Los oficiales y miembros fueron dados de baja, las instalaciones fueron cerradas y los aviones fueron almacenados o vendidos. Entre agosto de 1945 y abril de 1946, su dotación cayó desde 2,25 millones de hombres a solo 485 000, y un año más tarde a 304 000. El inventario de aviones cayó desde 79 000 a menos de 30 000, muchos de ellos siendo almacenados. Las instalaciones permanentes fueron reducidas desde 783 a 177, solo 21 más que las existentes antes de la guerra.
Hacia julio de 1946, las Fuerzas Aéreas del Ejército tenían solo dos grupos listos para el combate de un total de 52 que permanecían en la lista de unidades activas. Se anticipaba una reconstrucción de la fuerza aérea con 70 grupos, la dotación autorizada de tiempo de paz, con fuerzas de la reserva y de la guardia nacional disponibles para servicio activo en caso de emergencia. Sin embargo, debido a una considerable oposición a una gran estructura militar de tiempo de paz, y al costo financiero de ese tipo de estructura, resultó en que los planes fueran achicados a 48 grupos.
En febrero de 1946, problemas de salud forzaron el retiro del general Arnold antes de que él pudiera cumplir su meta de lograr una Fuerza Aérea independiente como un servicio en igualdad con el Ejército y la Armada. El general Carl A. Spaatz reemplazó a Arnold como el único otro comandante general de la USAAF y supervisó tanto la desmovilización de la fuerza aérea más grande en la historia militar como su renacimiento tal como lo imaginaron los generales Billy Mitchell y Arnold.
Arnold dejó la AAF con dos importantes legados, basados en su experiencia durante la Segunda Guerra Mundial, que dieron forma a la USAAF de la postguerra y a su sucesor independiente. El primero fue el requerimiento de que el Estado Mayor de mando del servicio debía incluir oficiales de Estado Mayor de variadas experiencias además de pilotos. El segundo fue la creencia de que a pesar del gran éxito de los métodos de entrenamiento que ayudaron a la expansión de las Fuerzas Aéreas, Estados Unidos nunca más tendría el tiempo necesario para movilizar y entrenar sus componentes de la reserva como se tuvo en el año 1940, lo que llevaba a la necesidad de que los reservistas y miembros de la guardia nacional estuvieran listos inmediatamente para el servicio en caso de emergencia nacional.
Por su parte, Spaatz consultó estrechamente con el nuevo Jefe del Estado Mayor del Ejército, el general Dwight D. Eisenhower, y reorganizó a la AAF en tres grandes comandos de combate (Comando Aéreo Estratégico, Comando Aéreo Táctico y el Comando de Defensa Aérea) que no requerirían una segunda reestructuración una vez que la Fuerza Aérea se independizara. También él reestructuró los componentes de la reserva para adecuarse a los conceptos de Arnold, incluyendo la creación de la Guardia Aérea Nacional en abril de 1946.
| De tal manera que por primera vez en la historia de la aviación estadounidense el Comandante En Jefe de las fuerzas armadas definitivamente tomo posición a favor de un arma aérea independiente. Aunque lejos de proporcionar el impulso inicial, el mensaje del Presidente del 19 de diciembre de 1945 contribuyó considerablemente al impulso de una serie de desarrollos al interior de las ramas ejecutivas y legislativas del gobierno que llevaron directamente, aunque tardíamente, a la adopción del Acta de Seguridad Nacional del año 1947. —R. Earl McClendon, Autonomy of the Air Arm} |

El 11 de abril de 1945, a la conclusión de un estudio de diez meses que llevó a una revisión de cada uno de los principales teatros de operación para entrevistar a 80 "personas militares y navales claves", el Comité Conjunto de los Jefes de Estados Mayores para la Reorganización de la Defensa Nacional recomendó que las fuerzas armadas de Estados Unidos fueran organizadas en un departamento de un solo gabinete y que "coordinara las tres ramas de combate, Ejército, Armada y Aire", comprendiendo los servicios operacionales. El comité informó que la creación estatutaria de una Fuerza Aérea de Estados Unidos meramente estaba reconociendo una situación que evolucionó durante la Segunda Guerra Mundial con las Fuerzas Aéreas del Ejército, aunque concediendo que la aviación naval y algunos aspectos de la aviación del ejército aún permanecerían existiendo. También el comité informó que su recomendación estaba aprobada por los "generales del Ejército Douglas MacArthur y Dwight D. Eisenhower, los almirantes de flota Chester W. Nimitz y William F. Halsey y otros numerosos líderes militares y navales".
El Departamento de la Armada se oponía a la creación de un solo departamento de la defensa y por recomendación del Presidente del Comité del Senado para Asuntos Navales, se creó un panel usando efectivos navales para estudiar como alternativa la factibilidad de una agencia coordinadora sin poderes ejecutivos. El "informe Eberstadt" hizo tal recomendación, pero también apoyó el concepto de una Fuerza Aérea como un servicio separado. El Departamento de la Armada no reconoció sus propias conclusiones y continuo oponiéndose a la creación de una Fuerza Aérea separada durante las audiencias para las propuestas de unificación presentadas en octubre de 1945. Cuando las audiencias fallaron en evacuar un informe, el presidente Harry S. Truman salió fuertemente, el 19 de diciembre de 1945, en apoyo por una fuerza aérea en igualdad de condiciones con las fuerzas terrestres y navales, recordándole al Congreso que previo a la guerra que los Departamentos del Ejército y la Armada independientes a menudo habían fallado en trabajar colectivamente o en coordinación para el mejor interés de la nación. Él afirmó que las soluciones de tiempo de guerra habían superado estos defectos y probaron ser la diferencia entre la victoria y la derrota.
El Congreso, por recomendación del Presidente Truman, creó el Departamento de la Fuerza Aérea en el año 1947. Esta legislación creó la Fuerza Aérea de Estados Unidos, una rama completamente separada de las fuerzas armadas estadounidenses. La transferencia de efectivos y recursos fue efectuada por la Orden de Transferencia 1, de la Oficina del Secretario de Defensa, del 26 de septiembre de 1947, implementado las consideraciones de reorganización del Acta de Seguridad Nacional del año 1947 (61 Stat. 495), 26 de julio de 1947, y las Fuerzas Aéreas del Ejército fueron abolidas.
La delineación inicial de los roles del servicio, Orden Ejecutiva 9877, fue reemplazada el 21 de abril de 1948, por la aprobación por parte del presidente Truman del Acuerdo de Key West, que delineó los recursos aéreos que cada servicio sería permitido mantener. A la Fuerza Aérea le fue asignada el grueso de los aviones de uso estratégico, táctico y transporte, pero este tema permaneció siendo controversial y generador de divisiones hasta bien entrados en la década de 1950.

### Legado
Las Fuerzas Aéreas del Ejército en la Segunda Guerra Mundial', la historia oficia de la AAF, resume su significancia como el paso final a la independencia de la Fuerza Aérea:
Para el final de la guerra (la AAF) había emergido virtualmente como un tercer servicio independiente. Oficialmente, la AAF nunca fue nada más que otra agencia subordinad del Departamento de Guerra encargada de organizar, entrenar y equipar a las unidades aéreas para su asignación a los teatros de combate. Su jurisdicción estaba totalmente limitada a la Zona del Interior, y solo se podía comunicar con las organizaciones aéreas en combate a través de canales que se pasaban por el Jefe del Estado Mayor, y posteriormente a través del comandante de teatro a su comandante aéreo subordinado. En otras palabras la posición de la AAF no era diferente a las de las Fuerzas Terrestres del Ejército y de las Fuerzas de Servicios del Ejército, las otras dos de las tres ramas en que el Ejército había sido dividido. O por lo menos, así se leían las regulaciones.
En la realidad, el Comandante General, de las Fuerzas Aéreas... funcionaba a un nivel paralelo a la del Jefe de Estado Mayor... Él se movía a los niveles de comando más altos en la coalición de tiempo de guerra con el Reino Unido. Él seleccionaba a los comandantes de las fuerzas aéreas de combate... Él se comunicaba regularmente (con los comandantes aéreos en ultramar)... Él ejercía una poderosa influencia en el desarrollo de la estrategia, tácticas y doctrina en cualquier parte donde las unidades de la AAF combatían... Un sistema mundial de transporte aéreo movía a su comando a través de todos los teatros, (negándoles a sus) comandantes la tradicional prerrogativa de controlar todo en su área de responsabilidad. A través de la guerra (él llevaba a cabo) la guerra aérea en cualquier parte del mundo donde le parecía necesaria la atención por parte de los Cuarteles Generales. El contraste entre la teoría y la práctica es... fundamental para comprender a la AAF.

## Cultura

### Uniformes

#### Tenida de servicio

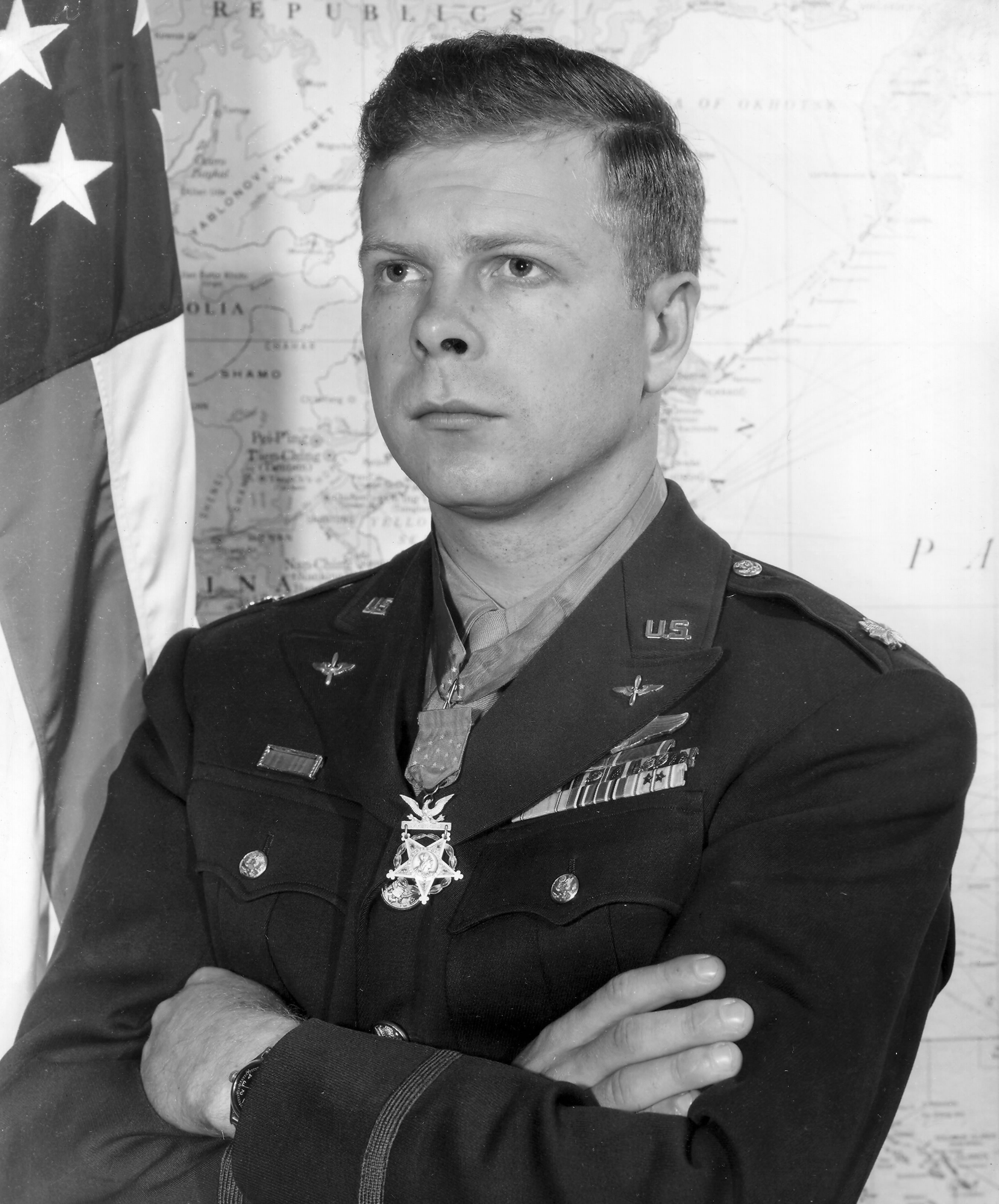
El ganado de la Medalla de Honor el mayor Richard Bong en la tenida de servicio del oficial.

Los uniformes de la USAAF para todas los miembros consistía de un uniforme de servicio de invierno de lana color verde oliva llevado en los climas templados y un uniforme de servicio de verano para climas tropicales de algodón de color caqui del mismo tipo que el de las otras fuerzas del Ejército de Estados Unidos. Adicionalmente a los uniformes de servicio usualmente llevados para propósitos de gala o de salida existían una variedad de uniformes de trabajo y de vuelo. Los uniformes de servicio de verano e invierno eran llevados usados durante todo el año en Estados Unidos Continentales. Durante la Segunda Guerra Mundial el teatro de operaciones europeo era considerado una zona de uniforme temperado para todo el año y el teatro de operaciones del Pacífico era una zona de uniforme tropical durante todo el año.

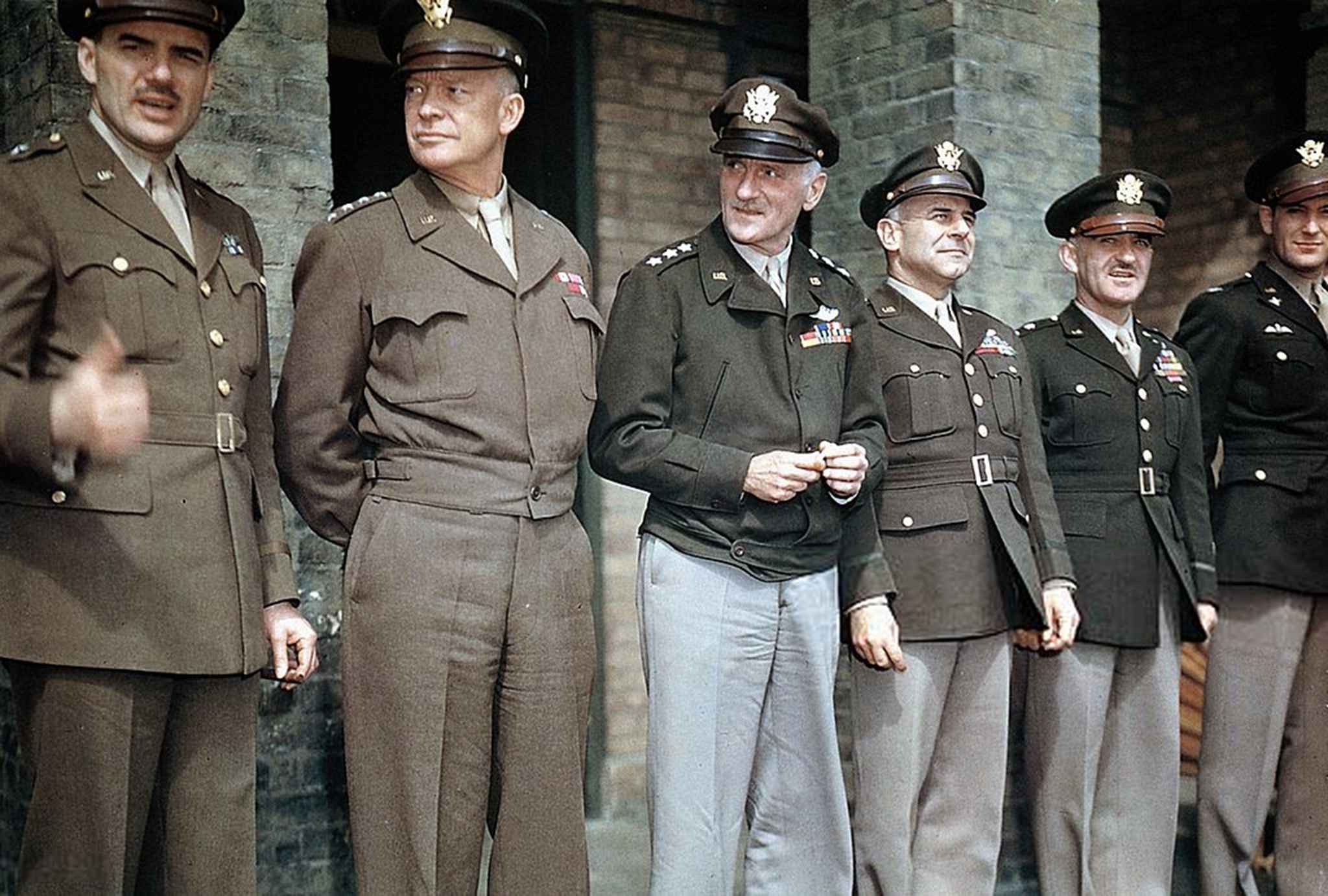
Ceremonia de premiación en RAF Debden, abril de 1944, mostrando los variados tonos de verde oliva y la "chaqueta Ike" M-1944. Tono ligero 33 a la izquierda, tono oscuro 51 a la derecha. Los pantalones son de tono 33, khaki tono 1, y tono oliva 53. Las tres combinaciones a la derecha son "rosados y verdes".

El uniforme de servicio de invierno para los hombres entregado a la tropa consistía de una chaqueta con cuatro bolsillos y pantalones en un tono verde oliva 33 (un tono claro) de una tela de sarga de lana de 454 gramos. Camisas con dos bolsillos de parche y sin tirante de hombro eran de una tela de 232 gramos color caqui de algodón chino, de color marrón claro, de tono número 1, o de lana color verde oliva de tono ligero número 33 de 298 gramos. Ambas camisas podían ser llevadas bajo la chaqueta, sin embargo, la camisa de algodón no podía ser usada en forma externa con los pantalones de lana. La corbata de lana para el uniforme de invierno era de color negro y la corbata de verano era de color caqui, originalmente de algodón. En febrero de 1942 se autorizó para ambos uniformes una corbata universal de lana mohair de color verde oliva de tono 3. En tiempo frío se llevaba un capote de lana Melton de color verde oliva de tono 33. El uniforme de servicio de verano de la tropa consistía de una camisa de algodón de color khaki de tono 1 con pantalones que hacían juego, el capote para este uniforme no se entregaba desde la década de 1930. Cada vez que la camisa era llevada sola la corbata era metida ente el segundo y tercer botón de la camisa.
El uniforme de servicio de invierno para los oficiales consistía de una chaqueta de una tela de lana más fina en color verde oliva de tono número 51 (de tono más oscuro) con un cinturón de tela de color a juego, denominado "greens" (en castellano: verdes). Los oficiales podían llevar pantalones del mismo color y tela de la chaqueta u opcionalmente se les permitía de un color taupe, llamada oficialmente "tono oliva 54", los pantalones del mismo material que la chaqueta, denominado "pinks" (en castellano: rosados), lo que llevó al sobrenombre de "pinks and greens" (en castellano: rosados y verdes) dado a esta combinación. Los oficiales también estaban autorizados a usar los uniformes más difíciles de vestir de sarga color verde oliva de tono 33, excepto para la chaqueta de servicio de cuatro bolsillos usado por la tropa, en tanto no fueran mezclados con la ropa de color verde oliva de tono 51 o tono oliva tono 54. También estaban autorizados para los oficiales un capote verde oliva y una chaqueta contra la lluvia. También los oficiales vestían camisas de algodón de color caqui de tono 1 o de lana color verde oliva de tono 33 como la tropa excepto con la adición de tiras de hombro. También los oficiales tenían opciones de camisas de otros colores y telas, verde oliva oscuro de tono número 50 o número 51 y en el año 1944 oliva tono número 54.
Los oficiales llevaban corbatas negras o caqui hasta febrero de 1942 cuando se autorizaron las corbatas de algodón y lana de color khaki de tono 5. Los uniformes de servicio de verano para los oficiales hombres usualmente consistían de uniformes de lavar y vestir de algodón de color caqui de tono 1 como aquellos de los usados por la tropa siendo la principal diferencia que las camisas tenían tiras de hombro. También estaba autorizada una combinación de camisa de lana verde oliva y pantalones de algodón de color caqui. Sin embargo para propósitos de salida también tenían la opción de comprar uniforme de servicio de verano de color caqui de tono 1 de tela tropical. Este uniforme era idéntico en corte al de los uniformes de invierno para los oficiales excepto por el color y la tela sin embargo el cinturón de tela de la chaqueta de invierno era omitido.
Para los efectivos estacionados en Europa, y después del año 1944 en Estados Unidos, fueron autorizados a vestir la chaqueta larga hasta la cintura de lana, ya sea en verde oliva tono 51 (solo para los oficiales) o verde oliva tono 33, llamada "chaqueta Ike" y finalmente estandarizada como la chaqueta de campaña M-1944, en vez de la túnica de largo total del uniforme de tenida de servicio.
Los gorras o sombreros para los uniformes de servicio consistían de dos tipos, similar a aquellos usados por las fuerzas terrestres del Ejército, en color verde oliva para vestir en invierno y khaki para el verano. La gorra de cuartel, comúnmente llamada la "gorra de vuelo" en las Fuerzas Aéreas, habían sido autorizadas para todos los rangos desde el año 1926 para facilitar el ponerse los audífonos de radio durante los vuelos. La "cortina" tenía unos ribetes para la tropa en los colores de la rama de la USAAF que eran naranja y azul ultramarino. Las gorras de los oficiales no comisionados llevaban adornadas con un cordón negro y plata mientras que los otros oficiales tenían un cordón negro y dorado excepto los generales que lo tenían solo en oro. La gorra de servicio ovalada tenía un dispositivo de resorte de refuerzo llamado "grommet" (un anillo de refuerzo), y previo a la Segunda Guerra Mundial las reglas para el uso del uniforme permitían la remoción de este anillo de refuerzo para permitir el uso de audífonos. Este estilo fue ampliamente popular durante la Segunda Guerra Mundial como un símbolo de ser un veterano de combate, y era conocido como la gorra con el "aplastamiento de las 50 misiones" (en inglés: 50-mission crush). Sin embargo, la gorra de servicio no era entregada generalmente a la tropa después del año 1942.
Los artículos de cuero, incluyendo los zapatos, eran de un color rojizo y la AAF se conoció como la "Fuerza Aérea de los zapatos marrones" después de que la Fuerza Aérea de Estados Unidos se convirtió en un servicio separado.

#### Tenida de servicio femenina

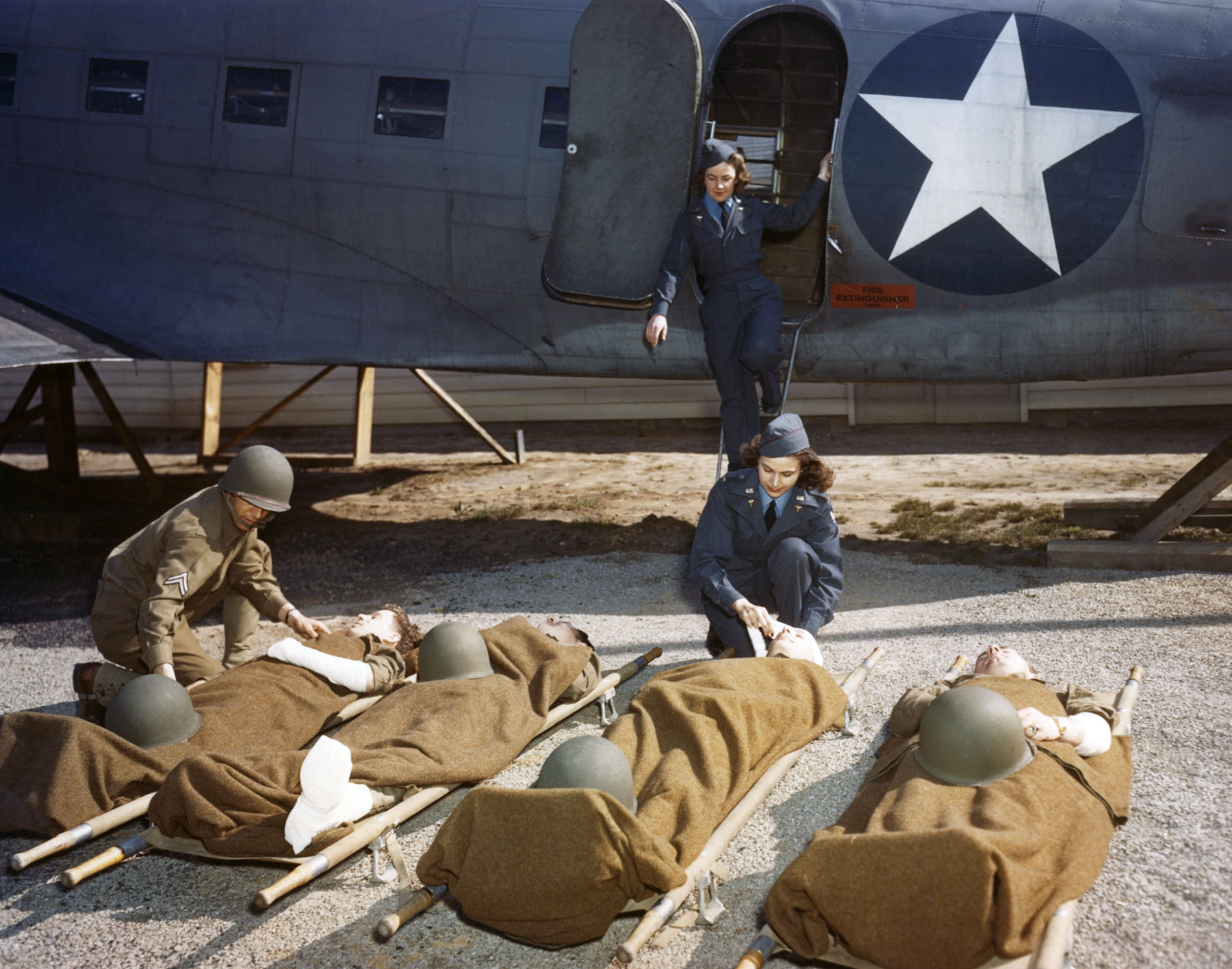
En la Escuela de Evacuación Aérea de la AAF en Bowman Field, Kentucky, enfermeras de vuelo estudiantes aprenden a como manejar pacientes con la ayuda de un fuselaje de práctica de un transporte C-47.

Los uniformes femeninos de la USAAF eran o los del Cuerpo de Enfermeras del Ejército (en inglés: Army Nurse Corps, ANC) o los del Cuerpo Auxiliar de Mujeres del Ejército (en inglés: Women's Auxiliary Army Corps, WAAC) con las insignias apropiadas de la rama de la USAAF. Posteriormente, el Cuerpo de Mujeres del Ejército (en inglés: Women's Army Corps, WAC) reemplazó a las WAAC. Aunque las organizaciones auxiliares femeninas tales como el Escuadrón de Traslado Auxiliar de Mujeres (en inglés: Women's Auxiliary Ferrying Squadron, WAFS) y de las Pilotos Mujeres de Servicio de la Fuerza Aérea (en inglés: Women Airforce Service Pilots, WASP) llevaron a cabo valiosos servicios como pilotos para la AAF, solo las ANC y WAC eran miembros oficiales de las Fuerzas Armadas de Estados Unidos.
Las enfermeras asignadas a la AAF usaban uniformes blancos de hospital del Ejército, o previo al año 1943, el uniforme de servicio de invierno que consistía de la gorra azul oscuro de la ANC o de la gorra de cuartel con ribetes de color marrón, una chaqueta de traje con brazalete trenzado de color marrón y botones del ejército dorados, camisa azul claro o blanca, corbata negra y falda azul claro, los zapatos eran negros o blancos. El uniforme de servicio de verano de la ANC consistía de un traje similar en color beige con tiras de hombro y brazalete trenzado con ribetes de color marrón, gorra ANC beige o gorra de cuartel beige con ribetes de color marrón, camisa blanca y corbata negra. Durante la Segunda Guerra Mundial los primeros uniformes de las enfermeras aéreas consistían de una chaqueta de vestir de batalla azul de lana, pantalones azules de lana y una gorra de cuartel azul con ribetes de color marrón del mismo estilo usado por los hombres. El uniforme era llevado ya sea con una camisa blanca o azul claro de la ANC y una corbata negra.

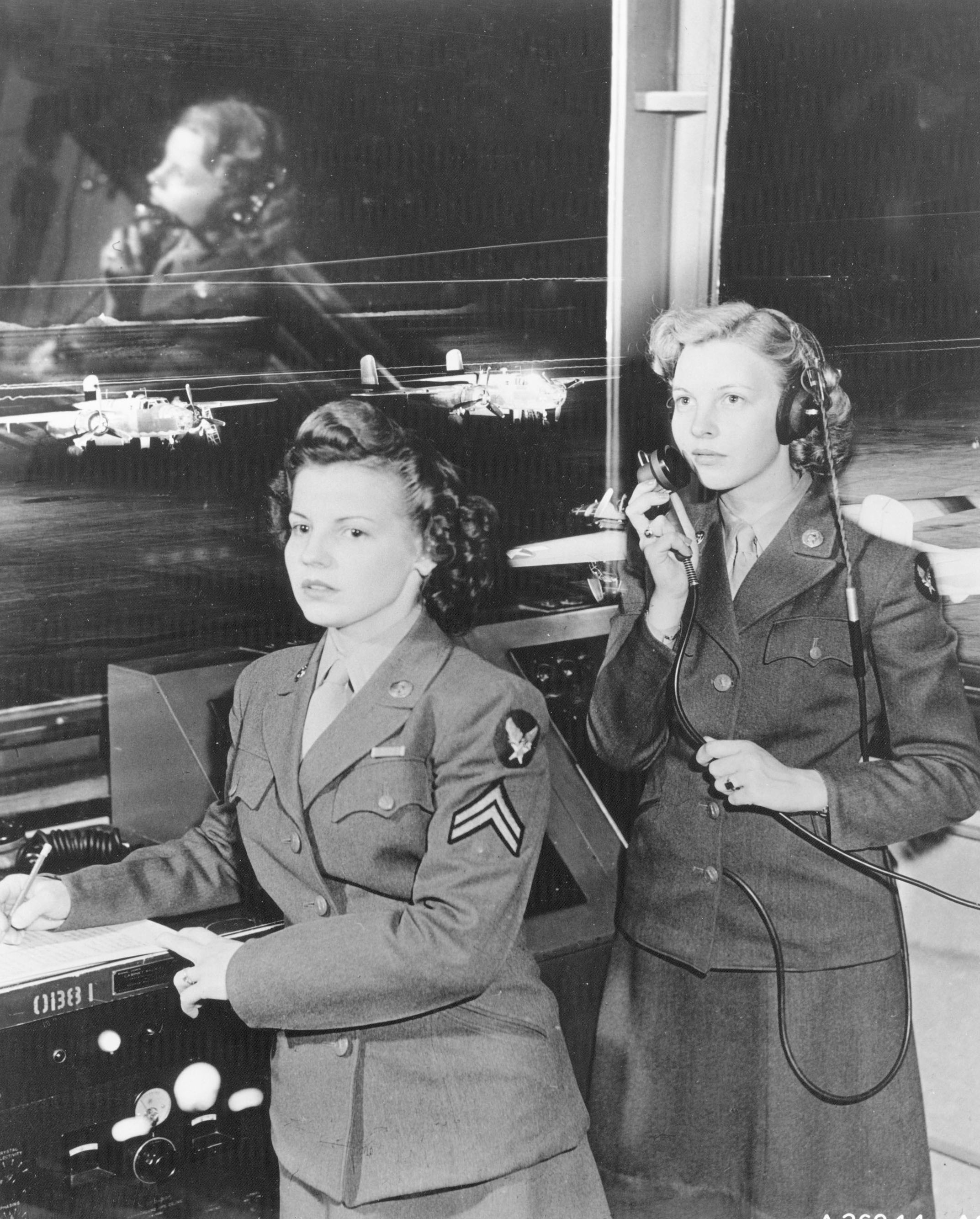
Uniformes de servicio de mujeres en verde oliva tonos 33 y 51.

Después del año 1943 la ANC adoptó uniformes de servicio similares a los de la recién formada WAAC. En la AAF se conocieron no oficialmente como los "Air WAC" (en castellano: las WAC aéreas). Los uniformes de servicio de la WAAC (posteriormente WAC) pasaron a través de una evolución de patrones durante los años de la guerra, sin embargo, durante el período los uniformes de servicio tanto el de verano como el de invierno consistieron generalmente del sombrero del patrón WAC o de la gorra de cuartel de las mujeres, chaqueta de traje (solo para el invierno para las mujeres de tropa), camisa a la cintura, corbata, falda, zapatos de servicio de mujeres de cuero de color rojizo y cartera de mano. También se usaron la "chaqueta Ike" verde oliva de lana para mujeres así como los pantalones de servicio para mujeres. Esencialmente los colores eran los mismos que los usados para los uniformes para hombres de rango correspondiente en el uniforme de servicio equivalente aunque las telas diferían. También existían tenidas de fuera de servicio especiales de verano de color beige y de invierno en color tan (un café claro). Los nuevos uniformes ANC verde oliva eran los mismos de aquellos usados por la oficiales WAC excepto por el gorro patrón y la cartera de mano de patrón ANC. La tenida de fuera de servicio era de un patrón ANC distinto en verde oliva de tono 51 o beige. El uniforme de servicio de verano ANC de color beige con bordes marrones fue retenido excepto en que la corbata fue cambiada a color marrón. Los uniformes de fatiga verde salvia de sarga de algodón herringbone para mujeres, junto con las botas de combate para mujeres, las chaquetas de campaña y ropa de vuelo, fueron fabricadas por el Ejército de Estados Unidos durante la Segunda Guerra Mundial. Sin embargo, cuando las versiones para mujeres de estos artículos no estaban disponibles, como a menudo era el caso durante la guerra, se usaban los mismos artículos que se entregaban a los hombres.

#### Ropa de vuelo

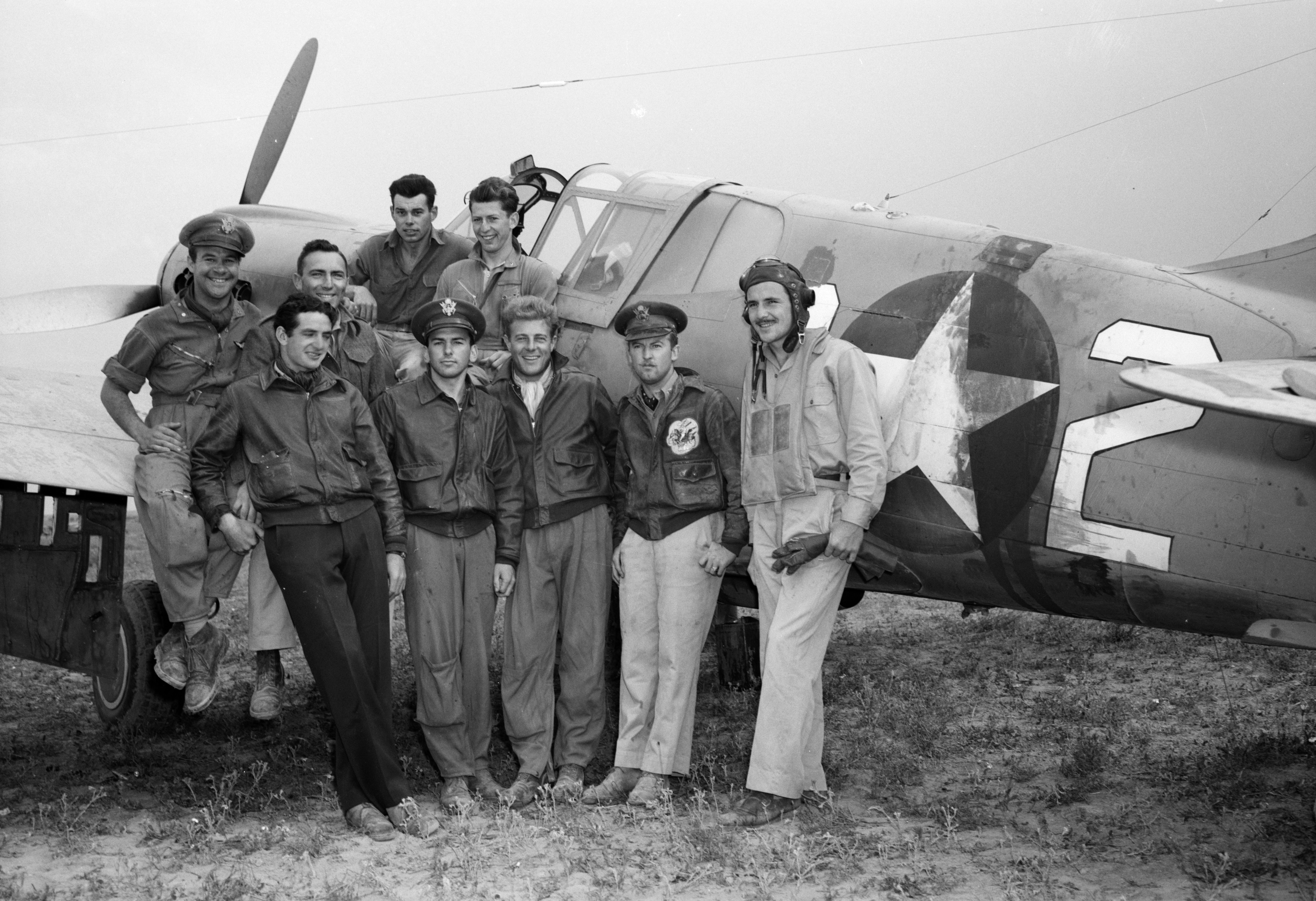
Pilotos de la USAAF en África del norte en abril de 1943.

La ropa de vuelo variaba ampliamente dependiendo del teatro de operaciones y del tipo de misión. Novedosos trajes de vuelo, botas, cascos de cuero, antiparras y guantes eran entregados tan temprano como en el año 1928 al Cuerpo Aéreo, y al menos de alguna forma, el traje de vuelo Tipo A-3, continuó en servicio hasta el año 1944. Sin embargo, las [Chaqueta A-2| chaquetas de vuelo A-2]], que se volvieron estándar en el año 1931, se convirtieron en uno de los símbolos mejor conocidos de la AAF. Fabricadas en cuero color marrón seal con un forro beige de seda hilada, las chaquetas tenían un cuello alzable de oficial característico, tirantes, cintura y puños, un cierre de cremallera y la insignia de la unidad. Las chaquetas de vuelo B-3 y B-6 pesadas forradas en piel de oveja, los pantalones de vuelo de invierno y las gorras de "artillero" B-2, todas en añal de color café seal, probaron ser insuficientes para enfrentar las temperaturas extremadamente frías de las misiones a alta altitud en aviones sin presurización, y eran suplementadas por una variedad de trajes de vuelo de una pieza calentados eléctricamente fabricados por General Electric. En adición a las ropas de vuelo para hombres, las enfermeras aéreas usaban chaquetas de vuelo y pantalones ligeros y de peso intermedio para mujeres. La ropa de vuelo, tal como la chaqueta A-2, no estaban autorizadas para ser usadas fuera del aeródromo o puesto a menos que se requiriera por los deberes de vuelo. Los mismos uniformes de trabajo verde salvia de sarga de algodón en espiga y chaquetas de campaña de popelina resistente al viento usadas por las tropas terrestres del Ejército, también eran usadas por las tropas de la AAF dependiendo de las tareas asignadas.
Los uniformes de la AAF estaban sujetos a las regulaciones del ejército, específicamente las AR 600-35 y 600-40, que autorizaban los emblemas, distintivos e insignias que se podían llevar en el uniforme. El vasto tamaño del servicio hizo que se vieran la utilización de muchas variantes de los emblemas, distintivos e insignias fabricados artesanalmente, así como la aparición de numerosos ejemplos de insignias y emblemas a través de las unidades, particularmente en las unidades de combate desplegadas en ultramar.

### Distintivos
Para indicar entrenamiento especial o calificaciones requeridas por los miembros de la USAAF, los siguientes distintivos militares (conocidos coloquialmente como "alas") estaban autorizadas a ser llevados por los miembros de las Fuerzas Aéreas del Ejército durante la Segunda Guerra Mundial:
- Distintivo de Artillero Aéreo
- Distintivo de Observador Aéreo
- Distintivo de Tripulación Aérea

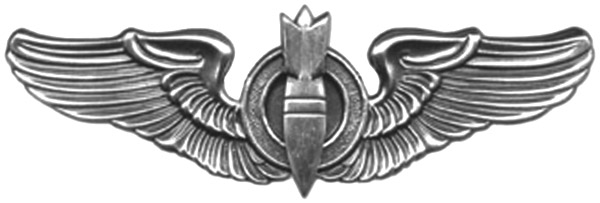
Distintivo de Bombardero (oficial)

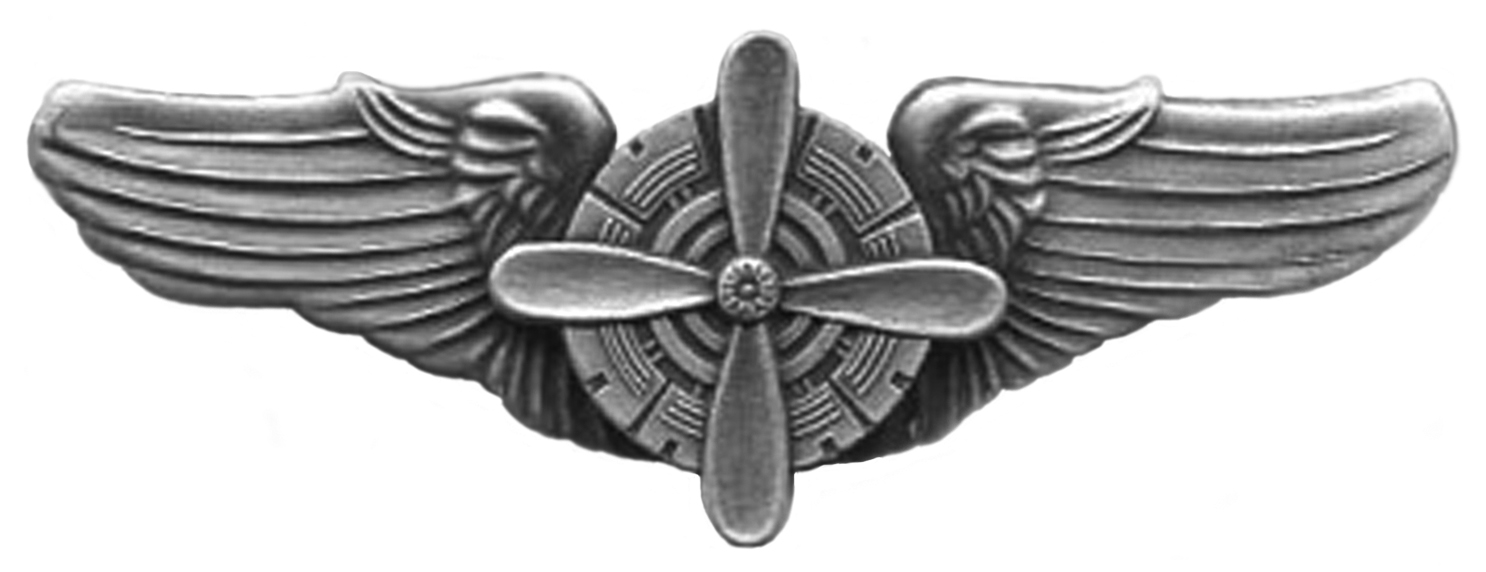
Distintivo de Ingeniero de Vuelo (tropa)

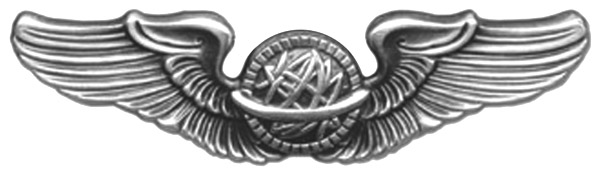
Distintivo de Navegante (oficial)

- Distintivo de técnico de la Fuerza Aérea del Ejército
- Distintivo de Observador en Globo
- Distintivo de piloto de globo
- Distintivo de bombardero
- Distintivo de Piloto de Mando
- Distintivo de ingeniero de vuelo
- Distintivo de instructor de vuelo
- Distintivo de enfermera de vuelo
- Distintivo de Cirujano de Vuelo
- Distintivo de Piloto de Planeador
- Distintivo de Piloto de Enlace
- Distintivo de Navegante
- Distintivo de Piloto
- Distintivo de Piloto Senior de Globo
- Distintivo de Piloto Senior
- Distintivo de Piloto de Servicios
- Distintivo de Observador Técnico
- Distintivo de Piloto Femenino de servicio de la Fuerza Aérea (en inglés: Women Airforce Service Pilots, WASP)

Estos distintivos de calificaciones de aviación normalmente son identificadores de tres pulgadas (76 milímetros) de ancho usados en los uniformes de servicio o de salida, pero también están autorizadas unas versiones de dos pulgadas (50 milímetros) (denominadas "alas de novia", en inglés "sweetheart wings") para ser usadas en camisas menos formales. La mayoría de los distintivos de aviación están fabricados de plata de ley o se les da un terminado plateado, y se han usado varios tipos de dispositivos para colgarlos del uniforme. Estos incluyen los tradicionales alfileres de gancho y, posteriormente, broches de presión. La mayoría de los distintivos de la USAAF de la época de la Segunda Guerra Mundial se han vuelto obsoletos, habiendo sido reemplazados por diseños posteriores, y no están autorizados a ser llevados en el uniforme desde el año 1955.

### Rangos y grados
La estructura de rangos e insignias de las Fuerzas Aéreas del Ejército de Estados Unidos era la misma que usó el Ejército de Estados Unidos durante la Segunda Guerra Mundial.

#### Oficial
| 11.º Grado          | 10.º Grado | 9.º Grado        | 8.º Grado     | 7.º Grado         | 6.º Grado | 5.º Grado        | 4.º Grado | 3.er Grado | 2.º Grado        | 1.er Grado       |
| ------------------- | ---------- | ---------------- | ------------- | ----------------- | --------- | ---------------- | --------- | ---------- | ---------------- | ---------------- |
|                     |            |                  |               |                   |           |                  |           |            |                  |                  |
| General de Ejército | General    | Teniente general | Mayor general | Brigadier general | Coronel   | Teniente coronel | Mayor     | Capitán    | Teniente primero | Teniente segundo |
| GA                  | GEN        | LTG              | MG            | BG                | COL       | LTC              | MAJ       | CPT        | 1LT              | 2LT              |

#### Warrant
| 2.º Grado            | 1.er Grado             | 1.er Grado       |
| -------------------- | ---------------------- | ---------------- |
|                      |                        |                  |
| Warrant Officer Jefe | Warrant Officer Junior | Oficial de Vuelo |
| W2                   | W1                     | FO               |

#### Tropa
| 1.er Grado       | 1.er Grado       | 2.º Grado        | 3.er Grado           | 3.er Grado              | 4.º Grado | 4.º Grado               | 5.º Grado | 5.º Grado               | 6.º Grado          | 7.º Grado    |
| ---------------- | ---------------- | ---------------- | -------------------- | ----------------------- | --------- | ----------------------- | --------- | ----------------------- | ------------------ | ------------ |
|                  |                  |                  |                      |                         |           |                         |           |                         |                    | sin insignia |
| Sargento maestro | Sargento primero | Sargento técnico | Sargento de personal | Técnico de tercer grado | Sargento  | Técnico de cuarto grado | Cabo      | Técnico de quinto grado | Soldado de primera | Soldado raso |
| M/Sgt.           | 1st Sgt.         | T/Sgt.           | S/Sgt.               | T/3.                    | Sgt.      | T/4.                    | Cpl.      | T/5.                    | Pfc.               | Pvt.         |

### Escudos
- Wikimedia Commons alberga una galería multimedia sobre Escudos de las Alas de las Fuerza Aérea de Estados Unidos.
- Wikimedia Commons alberga una galería multimedia sobre Escudos de los Grupos de la Fuerza Aérea de Estados Unidos.
- Wikimedia Commons alberga una galería multimedia sobre Escudos de los Escuadrones de la Fuerza Aérea de Estados Unidos.

La primera insignia de hombro en la manga autorizada para el Cuerpo Aéreo fue la del Cuartel General de la Fuerza Aérea, aprobada el 20 de julio de 1937. Esta insignia de manga, que consistía de un trisquel azul superimpuesto sobre un círculo dorado, que fue retenido después de que el Cuartel General de la Fuerza Aérea se convirtió en el Comando de Combate de la Fuerza Aérea el 20 de junio de 1941. El trisquel representaba un hélice estilizada que simbolizaba las tres alas de combate del Cuartel General de la Fuerza Aérea. El 23 de febrero de 1942, el escudo del Cuartel General de la Fuerza Aérea fue discontinuado y se aprobó la insignia de manga de todo el servicio de la AAF ("Hap Arnold Emblem", en castellano: "Escudo Hap Arnold"). El escudo fue diseñado por un miembro del personal del general Arnold, James T. Rawls, y estaba basado en la seña de V por Victoria popularizado por Winston Churchill.
El uso de la insignia en la manga fue autorizado para los miembros de las fuerzas aéreas numeradas basadas en ultramar el 2 de marzo de 1943 y para las fuerzas aéreas en Estados Unidos el 25 de junio de 1943. Desde esa fecha en adelante, el "Escudo Hap Arnold" solo fue usado por el personal de las unidades no asignadas a una fuerza aérea numerada. La Regulación del Ejército AR 600-40, "Wearing of the Service Uniform" (en castellano: Uso del Uniforme de Servicio), posteriormente limitó la insignia a la fuerza aérea 16 y al escudo de la AAF. El Cuerpo de Intendencia, responsable por el diseño y el abastecimiento de todas las insignias autorizadas, se opuso a otros diseños para la AAF hasta el 28 de julio de 1945, cuando los arcos de comando (pestañas en forma de arco, ver ejemplo arriba en Estructura de comando) fueron autorizados para ser usados sobre la insignia de la AAF por los miembros de los comandos.

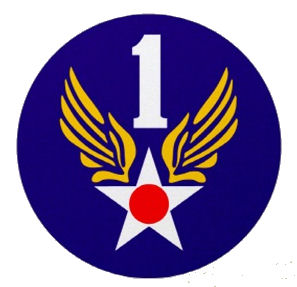
Primera Fuerza Aérea Noreste de Estados Unidos (Zona del Interior)
Segunda Fuerza Aérea Noroeste de Estados Unidos (Zona del Interior)
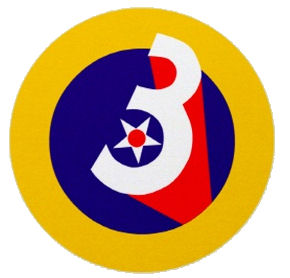
Tercera Fuerza Aérea Sureste de Estados Unidos (Zona del Interior)
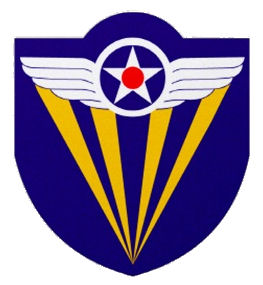
Cuarta Fuerza Aérea Oeste de Estados Unidos (Zona del Interior)
Quinta Fuerza Aérea Filipinas Australia Suroeste del Pacífico
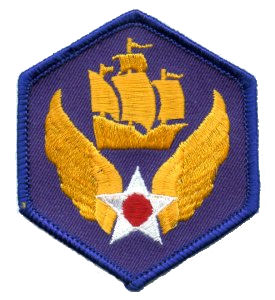
Sexta Fuerza Aérea Islas del Caribe Panamá América del Sur
Séptima Fuerza Aérea Hawaii Pacífico Central
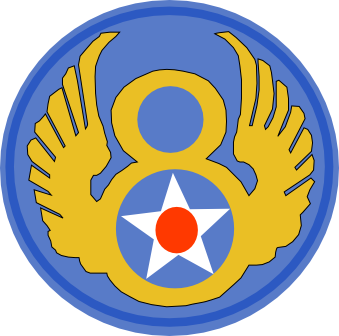
Octava Fuerza Aérea Europa
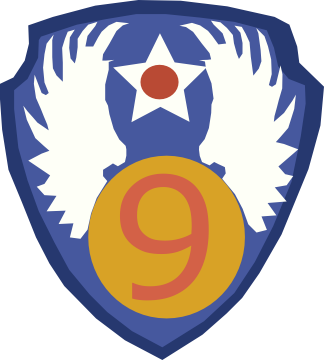
Novena Fuerza Aérea Medio Oriente África del Norte Europa
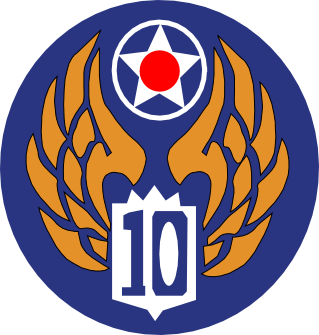
Décima Fuerza Aérea India Birmania
Decimoprimera Fuerza Aérea Alaska
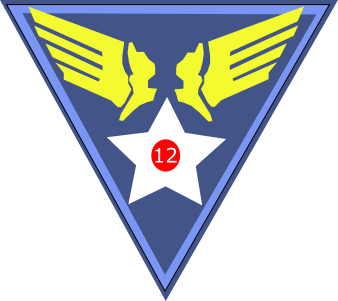
Duodécima Fuerza Aérea África del Norte Mediterráneo
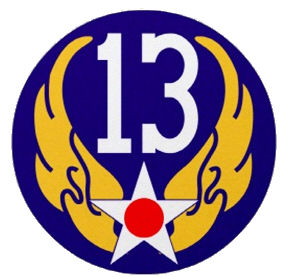
Decimotercera Fuerza Aérea Pacífico del Sur
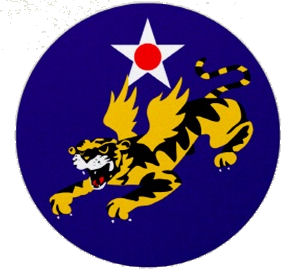
Decimocuarta Fuerza Aérea China
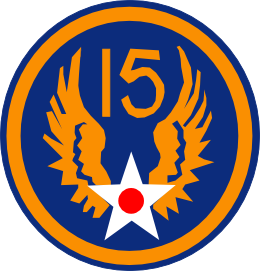
Decimoquinta Fuerza Aérea Mediterráneo
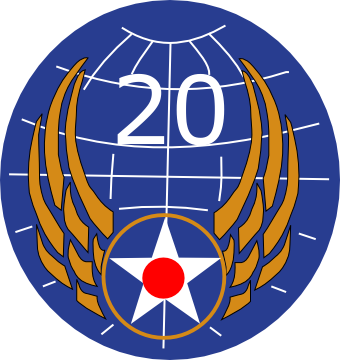
Vigésima Fuerza Aérea India/China Islas Marianas

## Evolución del servicio de aviación militar de Estados Unidos
- Cuerpo de Señales de los Estados Unidos, División Aeronáutica  1 de agosto de 1907 – 18 de julio de 1914
- Cuerpo de Señales de los Estados Unidos, Sección de Aviación  18 de julio de 1914 – 20 de mayo de 1918
- División de Aeronáutica Militar  20 de mayo de 1918 – 24 de mayo de 1918
- Servicio Aéreo del Ejército de los Estados Unidos  24 de mayo de 1918 – 2 de julio de 1926
- Cuerpo Aéreo del Ejército de los Estados Unidos  2 de julio de 1926 – 20 de junio de 1941
- Fuerzas Aéreas del Ejército de los Estados Unidos  20 de junio de 1941 – 18 de septiembre de 1947
- Fuerza Aérea de los Estados Unidos  18 de septiembre de 1947-actualidad